# Lista bandelor din Grand Theft Auto
Bandele, sau gang-urile, au un rol important în seria de jocuri video Grand Theft Auto (GTA). De regulă, acestea sunt reprezentate de bande de stradă, organizații criminale mai complexe sau chiar familii mafiote. Seria este împărțită în trei universuri diferite și fiecare are propriile bande, unele regăsindu-se în mai multe jocuri din universul respectiv.

## Bandele din Universul 2D

### Grand Theft Auto
| Banda              | Conducător                            | Membri | Aliați / Asociați                                                                      | Inamici                                    | Orașul       |
| ------------------ | ------------------------------------- | --- | -------------------------------------------------------------------------------------- | ------------------------------------------ | ------------ |
| Banda Vercotti     | Robert "Bobby" Seragliano             | Jimmy Waterson, Tony Dio, Tommy Romero, Skye, Pablo Vercotti, Vega | Jucătorul                                                                              | Banda lui Sonetti, Îngerii                 | Liberty City |
| Banda lui Sonetti  | Sonetti (decedat; nu apare în joc)    | Nu au membri cunoscuți | Cabot (decedat), Seymour Reamer (decedat)                                              | Banda Vercotti, jucătorul                  | Liberty City |
| Îngerii            | Necunoscut                            | Nu au membri cunoscuți | Nu au                                                                                  | Banda Vercotti, jucătorul                  | Liberty City |
| Banda Unchiului Fu | Unchiul Fu                            | Hung Well, Pu Ling, Chu Ying, No Chin (anterior; decedat), Hang Yu, Yu Pong (decedat; nu apare în joc), Whu Tun Chun (anterior; decedat), Ho Hung, Long Wang, Chow Yun Thin, Keith Ham Yel Tun (decedat) | Pu Ping, Ho Ching, Lei Ming, Chu Wing Dung, jucătorul                                  | Banda lui El Burro, Mafia                  | San Andreas  |
| Banda lui El Burro | El Burro (decedat)                    | Pepe (decedat), Jorge (decedat), Jose (decedat), Pedro (decedat), Alfonso (decedat), Rodrigo (decedat)                                                                                                   | Julio, Manolito, Paulo, Roberto, Mike Tallon (anterior; decedat), jucătorul (anterior) | Banda Unchiului Fu, Yakuza, Paco (decedat) | San Andreas  |
| Mafia              | Don Traegeri (decedat)                | Timio (decedat), Collini (decedat) | Nu au                                                                                  | Banda Unchiului Fu, jucătorul              | San Andreas  |
| Yakuza             | Necunoscut                            | Nu au membri cunoscuți | Nu au                                                                                  | El Burro, jucătorul                        | San Andreas  |
| Rastas             | Fratele Marcus                        | Jimi, Fratele Leroy (decedat), Fratele Aerol (decedat; nu apare în joc), Fratele Maelcum | Jucătorul                                                                              | Babylon, Spindy Jim (decedat)              | Vice City    |
| Babylon            | Președintele Statelor Unite (decedat) | Nu au membri cunoscuți | Nu au                                                                                  | Rastas, jucătorul                          | Vice City    |

### Grand Theft Auto: London 1969
| Banda            | Conducător                  | Membri                                                                                       | Aliați / Asociați                  | Inamici                                                                             |
| ---------------- | --------------------------- | -------------------------------------------------------------------------------------------- | ---------------------------------- | ----------------------------------------------------------------------------------- |
| Banda Cartwright | Harold Cartwright (decedat) | Keith, Honest Ray (nu apare în joc), Pretty Charlie, Beryl (decedată), Cyprus Phil (decedat) | Frații Crisp (anterior), jucătorul | Battersea Mods, Chalkie (decedat), Frații Noles (decedați), Frații Crisp, jucătorul |
| Battersea Mods   | Necunoscut                  | Nu au membri cunoscuți                                                                       | Nu au                              | Frații Crisp, Banda Carwright, Jack Parkinson, jucătorul                            |

### Grand Theft Auto: London 1961
| Banda            | Conducător           | Membri                 | Aliați / Asociați                                                  | Inamici                                              |
| ---------------- | -------------------- | ---------------------- | ------------------------------------------------------------------ | ---------------------------------------------------- |
| Banda Cartwright | Harold Cartwright    | Bongo                  | Bobby, Frații Crisp, Jack Parkinson, Domnul Caukenbolls, jucătorul | Greaserii, două bande minore, Pundage Fern (decedat) |
| Greaserii        | Gene White (decedat) | Nu au membri cunoscuți | Nu au                                                              | Harold Cartwright, jucătorul                         |

### Grand Theft Auto 2
| Banda                    | Conducător | Zona                                         | Culoare        | Mașină    | Afaceri | Fronturi | Membri | Aliați / Asociați                             | Inamici                                                                       |
| ------------------------ | --- | -------------------------------------------- | -------------- | --------- | --- | --- | --- | --------------------------------------------- | ----------------------------------------------------------------------------- |
| Zaibatsu                 | Trey Welsh (în Downtown; decedat) Red Valdez (în Zona Rezidențială; decedat) Uno Carb (în Zona Industrială; decedat) | Downton, Zona Rezidențială, Zona Industrială | Negru și auriu | Z-Type    | Produse farmaceutice, arme, curent electric                                                                                             | Farmaceutice Zaibatsu, The Village, Chimist, Casa de Arme, Centrala Electrică Zaibatsu, Futuro FM | Flambo Cortez (decedat), Sacchmo (decedat), Dr. Cubana (anterior; decedat), Shady (anterior; decedat), Agentul Epsilon (decedat), Agentul Kappa (decedat), Agentul Alpha (decedat) | Claude Speed (anterior)                       | Loonies, Yakuza, Yutes, SRS, Rednecks, Mafia Rusă, Hare Krishna, Claude Speed |
| Loonies                  | Elmo (decedat) | Downtown                                     | Verde deschis  | Dementia  | Necunoscute | Azilul, spitalul the boli mentale | Dodo, Cosmo Trouble, Spaz Funbags (posibil), Lance (posibil) | Claude Speed (anterior)                       | Zaibatsu, Yakuza, Claude Speed                                                |
| Yakuza                   | Johnny Zoo (decedat)                                                                                                 | Downtown                                     | Albastru       | Miara     | Jocuri de noroc, trafic de droguri, experimente ilegale                                                                                 | J-lab, mai multe cazinouri, un garaj, Funami FM | Yonsi Zoo San, Danny Zoo, Teriyaki-chan (posibil) | Yutes, Claude Speed (anterior)                | Zaibatsu, Loonies, Claude Speed                                               |
| Yutes                    | Liderul Yutes (decedat)                                                                                              | Downtown                                     | Verde          | Shark     | Necunoscute | Nu au | Lefty | Yakuza                                        | Zaibatsu, Claude Speed                                                        |
| SRS (Oamenii de Știință) | Dr. LaBrat (decedat)                                                                                                 | Zona Rezidențială                            | Auriu          | Meteor    | Experimente științifice | Centrul de cercetare | Nu au membri cunoscuți | Claude Speed (anterior)                       | Zaibatsu, Rednecks, Claude Speed                                              |
| Rednecks                 | Billy Bob Bean (decedat)                                                                                             | Zona Rezidențială                            | Albastru       | Pickup    | Distrugerea de mașini | Distrugătorul de mașini | Dirk, Marshall Nash (posibil) | Claude Speed (anterior)                       | Zaibatsu, SRS, Claude Speed                                                   |
| Mafia Rusă               | Jerkov (decedat) | Zone Industrială                             | Roșu           | Bulwark   | Ucideri prin contract, trafic de arme, omucideri, trafic de droguri, jafuri de mașini, importuri și exporturi ilegale, trafic de organe | R.S. & L. Bows, Kovski Diner, depozitele Lubyanka, centrala electrică, docurile de pe Mad Island, docurile din Tedium, Brown-Eye Sewage Works, Russian HQ, Russian Cranes, The Cross, docurile din Azeri Heights, docurile din Lubyanka | Ivan, Vanka, Ziggy Pole, Shagski, Lodov, Chesti-Kov, Bilovski (decedat) | Sandra Tito, Shagski, Claude Speed (anterior) | Zaibatsu, Hare Krishna, Claude Speed                                          |
| Hare Krishna             | Sunbeam (decedat) | Zone Industrială                             | Portocaliu     | Karma Bus | Necunoscute | Templul Vedic | Marele Maestru, Maestrul Lepus, Turtle, Nova Bright | Claude Speed (anterior)                       | Zaibatsu, Mafia Rusă, Claude Speed                                            |

## Bandele din Universul 3D

### Grand Theft Auto III
| Banda                            | Banda                            | Conducător                                   | Teritorii                                                                        | Culoare                  | Vehicule                                            | Arme | Afaceri | Fronturi | Membri | Aliați / Asociați                                        | Inamici                                                                         | Statut la finalul jocului |
| -------------------------------- | -------------------------------- | -------------------------------------------- | -------------------------------------------------------------------------------- | ------------------------ | --------------------------------------------------- | --- | --- | --- | --- | -------------------------------------------------------- | ------------------------------------------------------------------------------- | ------------------------- |
| Cartelul Columbian               | Cartelul Columbian               | Catalina (decedată)                          | parte din Fort Staunton, mare parte din Shoreside Vale, în principal Cedar Grove | Albastru și roșu         | Cartel Cruiser, Patriot, Panlantic, Rumpo, Sentinel | Pistol, Micro Uzi, Micro SMG, M4, MP5, AK-47, M16, Pump Action Shotgun, Aruncător de flăcări, Molotov, Lansator de rachete | Trafic de droguri, jafuri, contabandă | Compania de construcții "Panlantic", Compania de cafea "Kappa" (distrusă)                                        | Miguel (decedat), Claude (anterior)                                                                                              | Yardies, Familia Leone (anterior), Curly Bob (decedat)   | Yakuza, Familia Leone, Claude, Donald Love, Ray Machowski                       | Activi                    |
| Familia Leone (Mafia)            | Familia Leone (Mafia)            | Salvatore Leone (decedat)                    | mare parte din Portland, în principal St. Mark's                                 | Negru                    | Mafia Sentinel, Rumpo, Stretch, Sentinel            | Pistol, Pump Action Shotgun, MAC-10, Uzi, M16, AK-47, MP5, Micro SMG                                                       | Trafic de droguri și de arme, prostituție, protecție, jafuri auto, ucideri prin contract, jafuri, stoarcere, mituire, cămătărat, spălare de bani, falsificare | Casa lui Salvatore Leone, Sex Club 7, Garajul lui Joey Leone, Cazinoul Leone, Marco's Bistro                     | Toni Cipriani, Joey Leone, Luigi Goterelli, Mickey Hamfists, Maria Latore (anterior), Ma Cipriani, Curly Bob (anterior; decedat) | Claude (anterior), Cartelul Columbian (anterior), 8-Ball | Yakuza, Triadele, Diablos, Cartelul Columbian, Yardies, Familia Forelli, Claude | Activi                    |
| Yakuza                           | Yakuza                           | Asuka Kasen (decedată) Kenji Kasen (decedat) | Torrington, parte din Fort Staunton                                              | Variată (de regulă roșu) | Yakuza Stinger                                      | Micro UZI, Pistol, AK-47, M16, M4, Pump Shotgun                                                                            | Jocuri de noroc, falsificare | Condo-ul Asukei Kasen, Cazinoul lui Kenji                                                                        | Kanbu | Claude, Maria Latore, Ray Machowski, Triadele (posibil)  | Familia Leone, Yardies, Cartelul Columbian                                      | Activi                    |
| Liberty City Triads (Triadele)   | Liberty City Triads (Triadele)   | Necunoscut                                   | Chinatown, parte din Callahan Point                                              | Albastru                 | Triad Fish Van, Mr. Wongs, Pony                     | Bâtă de baseball, Pistol, Micro SMG                                                                                        | Trafic de droguri, protecție | Spălătoria Domnului Wong, Compania de Pescuit Turtle Head, Fabrica de Prelucrare a Peștilor și Fructelor de Mare | Lee Chong (decedat), Domnul Wong (posibil; nu apare în joc)                                                                      | Yakuza (posibil)                                         | Familia Leone, Claude                                                           | Activi                    |
| Diablos                          | Diablos                          | El Burro                                     | Hepburn Hights                                                                   | Albastru, roșu și galben | Diablo Stallion                                     | Bâtă de baseball, Pistol, Micro SMG                                                                                        | Furturi, pornografie, prostituție | XXX Mags | Nu au membri cunoscuți | Claude (anterior)                                        | Yardies, Familia Leone, Claude                                                  | Activi                    |
| Yardies                          | Yardies                          | Regele Courtney                              | Newport                                                                          | Maro                     | Yardie Lobo, PCJ 600, Perennial                     | Pistol, Bâtă de baseball, Micro SMG                                                                                        | Trafic de droguri | Compania de cafea "Kappa" (distrusă)                                                                             | Regina Lizzy | Claude (anterior), Cartelul Columbian                    | Familia Leone, Yakuza, Diablos, Claude                                          | Activi                    |
| Southside Hoods                  | Red Jacks                        | D-Ice                                        | Wichita Gardens, parte din Cedar Grove                                           | Roșu                     | Nu au vehicule specifice                            | Pistol, Uzi, Bâtă de baseball                                                                                              | Falsificare | Nu au | Fratele lui D-Ice (poate fi omorât)                                                                                              | Claude                                                   | Purple Nines                                                                    | Activi                    |
| Southside Hoods                  | Purple Nines                     | Necunoscut                                   | Wichita Gardens, parte din Cedar Grove                                           | Mov                      | Nu au vehicule specifice                            | Pistol, Uzi, Bâtă de baseball                                                                                              | Trafic de droguri, falsificare | Vânzări pe stradă                                                                                                | Nu au membri cunoscuți | Nu au                                                    | Red Jacks, Claude                                                               | Eliminați                 |
| Familia Forelli / Frații Forelli | Familia Forelli / Frații Forelli | Necunoscut                                   | Marco's Bistro din St. Mark's (doar în timpul unor misiuni)                      | Negru                    | Idaho, Sentinel                                     | Pistol, M16, TEC 9, AK-47, MP5, Micro SMG, Pump Action Shotgun                                                             | Înșelătorie, jocuri de noroc, prostituție | Marco's Bistro                                                                                                   | Mike Forelli (decedat) | Nu au                                                    | Familia Leone                                                                   | Necunoscut                |

### Grand Theft Auto: Vice City
| Banda                                     | Conducător                   | Teritorii                                                                 | Culoare                             | Vehicule                                               | Arme                                                                          | Afaceri | Fronturi | Membri                                                         | Aliați / Asociați                                                              | Inamici                                                                               | Statut la finalul jocului                                |
| ----------------------------------------- | ---------------------------- | ------------------------------------------------------------------------- | ----------------------------------- | ------------------------------------------------------ | ----------------------------------------------------------------------------- | --- | --- | -------------------------------------------------------------- | ------------------------------------------------------------------------------ | ------------------------------------------------------------------------------------- | -------------------------------------------------------- |
| Banda Vercetti                            | Tommy Vercetti               | pe lângă proprietățile lui Tommy                                          | Albastru                            | PCJ-600, Admiral, Sentinel, Stretch, Infernus          | Pistol, Uzi, Tec-9                                                            | Jafuri armate, protecție, trafic de droguri, prostituție, stoarcere, jafuri auto, pornografie, falsificare, spălare de bani, înșelătorie, cămătărat, trafic de arme, contrabandă, jocuri de noroc ilegale, ucideri prin contract, furturi de mașini | Conacul lui Tommy Vercetti (anterior al lui Ricardo Diaz), Kaufman Cabs, docurile din Vice Point, clubul "Malibu", clubul "Pole Position", studiourile de film "InterGlobal", Print Works, Sunshine Autos, fabrica de înghețată "Cherry Popper", locul lui Phil Cassidy | Lance Vance (anterior; decedat), Ken Rosenberg, Mike           | Cubanezii, Motocicliștii, Avery Carrington, Phil Cassidy, Kent Paul, Love Fist | Familia Forelli, Haitienii, P.I.G., Rechinii, Sindicatul de falsificare, autoritățile | Activi                                                   |
| Cubanezii / Los Cabrones                  | Umberto Robina               | Little Havana                                                             | Variată                             | Cuban Hermes, Voodoo, Perennial, Cuban Jetmax, Sparrow | Pistol, Katana, Tec-9, Mac 10, Uzi, Ruger                                     | Trafic de cocaină | Cafeneaua Robina | Alberto Robina, Rico (poate fi omorât), Pepe (poate fi omorât) | Banda Vercetti                                                                 | Haitienii, P.I.G.                                                                     | Activi                                                   |
| Haitienii                                 | Auntie Poulet                | Little Haiti                                                              | Albastru                            | Voodoo, Burito, Romero, Sanchez                        | Pistol, M4, Macetă, Tec-9, Uz-l, Ruger, Sniper Rifle, Grenade                 | Trafic de arme și droguri | Fabrica de droguri a Haitienilor (distrusă) | Nu au membri cunoscuți                                         | Rechinii, Tommy Vercetti (anterior)                                            | Cubanezii, Banda Vercetti, P.I.G., Banda lui Diaz                                     | Activi                                                   |
| Vice City Bikers (Motocicliștii)          | Mitch Baker                  | Downtown                                                                  | Negru și gri                        | Angel, Freeway                                         | Pistol, Micro-SMG                                                             | Rachete de protecție, cămătărat, prostituție, contrabandă, trafic de droguri, jafuri | Barul "The Greasy Chopper" | Cougar, Zeppelin                                               | Banda Vercetti, Love Fist                                                      | Rechinii, P.I.G.                                                                      | Activi                                                   |
| Banda lui Diaz                            | Ricardo Diaz (decedat)       | Conacul lui Diaz de pe Starfish Island                                    | Roșu, albastru deschis, kaki și alb | Admiral, Comet, Sentinel                               | Pistol, Uzi                                                                   | Trafic de droguri, rachete de protecție | Conacul lui Diaz (preluat de Tommy Vercetti) | Mike (anterior)                                                | Tommy Vercetti (anterior), Lance Vance (anterior)                              | Haitienii, Rechinii, Tommy Vercetii, Lance Vance, P.I.G.                              | Eliminați                                                |
| Rechinii / Streetwannabes                 | Liderul Rechinilor (decedat) | Prawn Island, Vice Point                                                  | Culoarea blugilor, alb, roșu        | Gang Burrito                                           | Pistol, Tec-9, Scorpion, Mac 10, Uzi, MP5, Ruger, AK-47, Pump Shotgun, Drujbă | Trafic de droguri, jafuri, contrabandă, protecție, prostituție, cămătărat | Nu au | Nu au membri cunoscuți                                         | Haitieni, Triadele din Vice City (posibil)                                     | Motocicliștii, Cubanezii, P.I.G., Banda lui Diaz, Banda Vercetii                      | Activi                                                   |
| Grupul de Patrulă și Invetigație (P.I.G.) | Necunoscut                   | Starfish Island, aproape de North Point Mall                              | Albastru închis și alb              | Securicar, PCJ 600, Rancher, Baggage Handler           | Pistol, Nightstick, MP5, M4                                                   | Securitate | Nu au | Dick Tanner (decedat)                                          | Alex Shrub, Triadele din Vice City, Love Fist, DBP Security                    | VCPD, majoritatea bandelor infracționale                                              | Activi                                                   |
| Jucătorii de Golf                         | Inexistent                   | Clubul de golf Leaf Link                                                  | Roz                                 | Caddy                                                  | Pistol, Crosă de golf                                                         | Golf | Nu au | Nu au membri cunoscuți                                         | Nu au                                                                          | Cubanezii, Haitienii                                                                  | Activi                                                   |
| Shoppers                                  | Inexistent                   | North Point Mall                                                          | Nu au                               | Nu au                                                  | Nu au                                                                         | Nu au | Nu au | Nu au niciun membru cunoscut                                   | Nu au                                                                          | Nu au                                                                                 | Activi                                                   |
| Familia Forelli (Mafia)                   | Sonny Forelli (decedat)      | Nu au teritorii în Vice City, dar au o prezență puternică în Liberty City | Maro                                | PCJ 600                                                | Pistol, M16, TEC 9, AK-47, MP5, Micro SMG, Pump Action Shotgun                | Înșelătorie, jocuri de noroc, prostituție, ucideri prin contract, falsificări | Marco's Bistro (în Liberty City) | Harry (decedat), Lee (decedat), Tommy Vercetii (anterior)      | Lance Vance (decedat)                                                          | Banda Vercetti                                                                        | Eliminați din Vice City, dar încă activi în Liberty City |
| Banda din Costa Rica                      | Necunoscut                   | Docurile din Viceport (doar în cadrul unei misiuni)                       | Nu au                               | Squalo                                                 | SMG                                                                           | Trafic de droguri | Nu au | Nu au membri cunoscuți                                         | Nu au                                                                          | Banda lui Diaz, Tommy Vercetii                                                        | Necunoscut                                               |
| Sindicatul de falsificare                 | Necunoscut                   | Docurile din Viceport (doar în cadrul unei misiuni)                       | Variat                              | Sentinel, Maverick                                     | TEC-9, Micro-SMG, Sniper Rifle, Pump Action Shotgun                           | Falsificare | Nu au | Nu au membri cunoscuți                                         | Triadele din Vice City                                                         | Banda Vercetti                                                                        | Eliminați din Vice City, dar încă activi                 |
| Dealerii de arme mexicani                 | Pedro Garcia (decedat)       | Nu au (nu apar în afara poveștii)                                         | Nu au                               | Walton                                                 | Python, Combat Shotgun, M60, Mac 10                                           | Trafic de arme | Nu au | Nu au membri cunoscuți                                         | Nu au                                                                          | Banda Vercetti, Phil Cassidy                                                          | Necunoscut                                               |

### Grand Theft Auto: San Andreas
| Banda                        | Banda                 | Conducător              | Oraș                       | Teritorii                                                                                 | Culoare    | Vehicule | Arme | Afaceri                                                                                        | Fronturi | Membri | Aliați / Asociați | Inamici | Statut la finalul jocului                                        |
| ---------------------------- | --------------------- | ----------------------- | -------------------------- | ----------------------------------------------------------------------------------------- | ---------- | --- | --- | ---------------------------------------------------------------------------------------------- | --- | --- | --- | --- | ---------------------------------------------------------------- |
| Grove Street Families        | Grove Street Families | Sean "Sweet" Johnson    | Los Santos                 | Ganton, Playa del Seville, Temple, Santa Maria Beach, Glen Park, Idlewood, Willowfield    | Verde      | Savanna, Greenwood, Voodoo Sentinel, Mountain Bike                                                                       | Pistol, Desert Eagle, Tec-9, Micro SMG, MP5, Cuțit AK-47 (doar Sweet)                                                                             | Trafic de arme, jafuri, furturi, protecție, jocuri de noroc                                    | Grove Street, Casa Johnson, casa lui Sweet, casa lui Ryder (anterior), magazinul de arme al lui Emmet, Ganton Courts                                                               | Carl Johnson "CJ", Melvin Harris "Big Smoke" (anterior; decedat), Lance Wilson "Ryder" (anterior; decedat), Brian Johnson (decedat), Mark Wayne "B-Dup" (anterior), Barry Throne "Big Bear", Big Devil (decedat), Little Devil (decedat), Tony (decedat), Little Weasel (anterior; decedat), Dope | Varrios Los Aztecas, San Fierro Triads, The Truth, Madd Dogg, Ken Rosenberg, Kent Paul, Maccer                          | C.R.A.S.H., Ballas, Los Santos Vagos, Varrios Los Aztecas (anterior), Mafia Rusă, Sindicatul Loco, San Fierro Rifa, autoritățile | Activi                                                           |
| Ballas                       | Ballas                | Necunoscut              | Los Santos                 | East Los Santos, Jefferson, Willowfield, Verona Beach                                     | Mov        | Tahoma, Majestic Voodoo, Sabre, Pony, Sentinel                                                                           | Pistol, Micro Uzi, Tec-9, Pump Action Shotgun, MP5, AK-47, Bâtă de baseball M4, Molotov                                                           | Trafic și fabricare de droguri, trafic de arme, protecție, prostituție                         | Fortăreața lui Big Smoke (distrusă), Crack Den, Crystal Gardens, Casa lui B-Dup, Casa lui Little Weasel (cucerită de Grove Street)                                                 | Kane (decedat), Little Weasel (decedat), Dope (anterior), Bogman | C.R.A.S.H., Los Santos Vagos, San Fierro Rifa, Sindicatul Loco, Mafia Rusă, Big Smoke (decedat), Ryder (decedat), B-Dup | Grove Steet Families, Varrios Los Aztecas, Los Santos Vagos (anterior)                                                           | Activi Eliminați (dacă jucătorul le cucerește toate teritoriile) |
| Ballas                       | Ballas                | Necunoscut              | Los Santos                 | East Los Santos, Idlewood, Jefferson, Willowfield, Glen Park, Verona Beach                | Mov        | Tahoma, Majestic Voodoo, Sabre, Pony, Sentinel                                                                           | Pistol, Micro Uzi, Tec-9, Pump Action Shotgun, MP5, AK-47, Bâtă de baseball M4, Molotov                                                           | Trafic și fabricare de droguri, trafic de arme, protecție, prostituție                         | Fortăreața lui Big Smoke (distrusă), Crack Den, Crystal Gardens, Casa lui B-Dup, Casa lui Little Weasel (cucerită de Grove Street)                                                 | Kane (decedat), Little Weasel (decedat), Dope (anterior), Bogman | C.R.A.S.H., Los Santos Vagos, San Fierro Rifa, Sindicatul Loco, Mafia Rusă, Big Smoke (decedat), Ryder (decedat), B-Dup | Grove Steet Families, Varrios Los Aztecas, Los Santos Vagos (anterior)                                                           | Activi Eliminați (dacă jucătorul le cucerește toate teritoriile) |
| Los Santos Vagos             | Los Santos Vagos      | Necunoscut              | Los Santos                 | Los Flores, Las Colinas, East Beach                                                       | Galben     | Oceanic, Tornado, Hermes Voodoo, Sentinel, Sanchez                                                                       | Pistol Tec-9, Bâtă de baseball, Shotgun, Micro Uzi, MP5, AK-47, RPG, Aruncător de flăcări, M4, Molotov                                            | Trafic și fabricare de droguri, protecție                                                      | Fortăreața lui Big Smoke (distrusă), Casa Vagos din East Los Santos (distrusă), Conacul lui Madd Dogg (anterior), El Corona Village (preluată de la Varrios Los Aztecas; anterior) | Big Popa (decedat), Freddy (decedat) | C.R.A.S.H., Ballas, San Fierro Rifa, Sindicatul Loco, Mafia Rusă, Big Smoke (decedat)                                   | Grove Street Families, Varrios Los Aztecas, Ballas (anterior), San Fierro Rifa (anterior), San Fierro Triads                     | Activi Eliminați (dacă jucătorul le cucerește toate teritoriile) |
| Varrios Los Aztecas          | Varrios Los Aztecas   | Cesar Vialpando         | Los Santos                 | El Corona, Little Mexico, Unity Station                                                   | Turcoaz    | Broadway, Hermes, Glendale Savana, Remington                                                                             | Pistol, Micro Uzi, Shotgun, MP5, Tec-9 Desert Eagle (doar Cesar), Katana (doar Hazer), Lansator de rachete (doar Sunny)                           | Curse stradale ilegale, trafic de arme, lowriding                                              | Casa lui Cesar, Unity Station, El Corona Village | Jose, Hazer, Gal, Sunny | Grove Street Families, San Fierro Triads                                                                                | Los Santos Vagos, Ballas, San Fierro Rifa, Sindicatul Loco, Grove Street Families (anterior)                                     | Activi                                                           |
| Mafia Rusească               | Mafia Rusească        | Necunoscut              | Los Santos                 | Ocean Docks, Downtown Los Santos (doar în timpul unor misiuni; nu apar în afara poveștii) | Gri        | Sultan, BF400, Banshee, Packer, Forklift                                                                                 | Pistol, Micro Uzi, MP5, AK-47, Pump Action Shotgun                                                                                                | Trafic și fabricare de droguri, trafic de arme                                                 | Nu au | Andre (decedat) | C.R.A.S.H., Ballas, Los Santos Vagos, San Fierro Rifa, Sindicatul Loco, Big Smoke (decedat)                             | Grove Street Families | Necunoscut                                                       |
| San Fierro Rifa              | San Fierro Rifa       | T-Bone Mendez (decedat) | San Fierro                 | Garcia, Doherty, King's, Battery Point                                                    | Albastru   | Blade, Sabre, Stallion, Rumpo, Sanchez                                                                                   | Pistol, Micro SMG, MP5, Shotgun AK-47 (T-Bone Mendez), Tec-9, M4                                                                                  | Trafic și fabricare de droguri, protecție                                                      | Clubul "Pleasure Domes" al lui Jizzy, Fabrica de droguri a Sindicatului Loco (distrusă), Fortăreața lui Big Smoke (distrusă)                                                       | Nu au membri cunoscuți | Sindicatul Loco, C.R.A.S.H., Los Santos Vagos, Ballas, Mafia Rusă, Big Smoke (decedat), Ryder (decedat)                 | Grove Street Families, Varrios Los Aztecas, Da Nang Boys, San Fierro Triads, Los Santos Vagos (anterior)                         | Activi                                                           |
| San Fierro Triads (Triadele) | Mountain Cloud Boys   | Wu Zi Mu "Woozie"       | San Fierro și Las Venturas | Chinatown, Claton Heights (San Fiero)                                                     | Roșu       | Sultan, Stratum, Elegy Banshee, Sentinel, Maverick                                                                       | Pistol, AK-47, Micro SMG, Shotgun, M4, Tec-9 MP5 (doar în anumite misiuni)                                                                        | Contrabandă, jocuri de noroc, jafuri, curse stradale, trafic de arme                           | Cazinoul Cei Patru Dragoni, Magazinul de pariuri al lui Woozie | Guppy, Su Xi Mu, Little Lion (decedat) | Grove Street Families, Varrios Los Aztecas, CJ, Cesar Vialpando                                                         | Da Nang Boys, Mafia Italiană, Sindicatul Loco, San Fierro Rifa, Los Santos Vagos, Ballas                                         | Activi                                                           |
| San Fierro Triads (Triadele) | Red Gecko Tong        | Ran Fa Li               | San Fierro și Las Venturas | Cazinoul Cei Patru Dragoni (Las Venturas)                                                 | Roșu       | Sultan, Stratum, Elegy Banshee, Sentinel, Maverick                                                                       | Pistol, AK-47, Micro SMG, Shotgun, M4, Tec-9 MP5 (doar în anumite misiuni)                                                                        | Contrabandă, jocuri de noroc, jafuri, curse stradale, trafic de arme                           | Cazinoul Cei Patru Dragoni, Magazinul de pariuri al lui Woozie | Guppy, Su Xi Mu, Little Lion (decedat) | Grove Street Families, Varrios Los Aztecas, CJ, Cesar Vialpando                                                         | Da Nang Boys, Mafia Italiană, Sindicatul Loco, San Fierro Rifa, Los Santos Vagos, Ballas                                         | Activi                                                           |
| Da Nang Boys                 | Da Nang Boys          | Snakehead (decedat)     | San Fierro                 | Easter Basin, Esplanade North, Esplanade East                                             | Portocaliu | Tampa, Buccaneer, Manana Greenwood, Sentinel, Tropic, Sanchez, Freeway, Burrito, FCR-900, Mule (doar în anumite misiuni) | Pistol 9mm, Micro Uzi Sniper Rifle, Cuțit, AK-47, Tec-9, Shotgun, Lansator de rachete, Grenade, SMG (doar în anumite misiuni), Katana (Snakehead) | Trafic de oameni, înrobire, trafic de droguri, protecție                                       | Compania navală din Easter Basin | Nu au membri cunoscuți | Nu au | San Fierro Triads, San Fierro Rifa, Sindicatul Loco, CJ                                                                          | Activi, dar extrem de slăbiți                                    |
| Mafia Italiană               | Familia Leone         | Salvatore Leone         | Las Venturas               | mare parte din Las Venturas, în principal Cazinoul Caligula                               | Negru      | Admiral, Sentinel, Feltzer                                                                                               | Pistol, Pump Action Shotgun, Micro Uzi, MP5, AK-47, MAC-10, M16, Tec-9, Micro SMG                                                                 | Jocuri de noroc, trafic de droguri, prostituție, protecție, falsificare, ucidere prin contract | Cazinoul Caligula | Mike | CJ (temporar), Ken Rosenberg (anterior), Maria Latore                                                                   | Familia Sindacco, Familia Forelli, San Fierro Triads, CJ                                                                         | Activi                                                           |
| Mafia Italiană               | Familia Sindacco      | Necunoscut              | Las Venturas               | mare parte din Las Venturas, în principal Cazinoul Caligula                               | Negru      | Admiral, Sentinel, Feltzer                                                                                               | Pistol, Pump Action Shotgun, Micro Uzi, MP5, AK-47, MAC-10, M16, Tec-9, Micro SMG                                                                 | Jocuri de noroc, trafic de droguri, prostituție, protecție, falsificare, ucidere prin contract | Cazinoul Caligula, Abatorul Sindacco | Johnny Sindacco (decedat), Mikey (decedat; nu apare în joc) | CJ (temporar), Ken Rosenberg (anterior)                                                                                 | Familia Leone, Familia Forelli, San Fierro Triads, CJ                                                                            | Activi                                                           |
| Mafia Italiană               | Familia Forelli       | Marco Forelli (decedat) | Las Venturas               | mare parte din Las Venturas, în principal Cazinoul Caligula                               | Negru      | Admiral, Sentinel, Feltzer                                                                                               | Pistol, Pump Action Shotgun, Micro Uzi, MP5, AK-47, MAC-10, M16, Tec-9, Micro SMG                                                                 | Jocuri de noroc, trafic de droguri, prostituție, protecție, falsificare, ucidere prin contract | Cazinoul Caligula | Nu au membri cunoscuți | Nu au | Familia Leone, Familia Sindacco, San Fierro Triads, CJ                                                                           | Activi                                                           |

### Grand Theft Auto Advance
| Banda                          | Conducător                                                                | Teritorii                                           | Culoare                             | Vehicule                                          | Arme | Afaceri | Fronturi | Membri                                 | Aliați / Asociați                           | Inamici                                             | Statut la finalul jocului |
| ------------------------------ | ------------------------------------------------------------------------- | --------------------------------------------------- | ----------------------------------- | ------------------------------------------------- | --- | --- | --- | -------------------------------------- | ------------------------------------------- | --------------------------------------------------- | ------------------------- |
| Familia Leone (Mafia)          | Salvatore Leone (nu apare în joc)                                         | mare parte din Portland, în principal St. Mark's    | Negru                               | Mafia Sentinel, Rumpo, Stretch, Sentinel          | Pistol, Pump Action Shotgun, MAC-10, Uzi, M16, AK-47, MP5, Micro SMG                                                       | Trafic de droguri și de arme, prostituție, protecție, jafuri auto, ucideri prin contract, jafuri, stoarcere, mituire, cămătărat, spălare de bani, falsificare | Casa lui Salvatore Leone, Sex Club 7, Garajul lui Joey Leone , Cazinoul Leone, Marco's Bistro                    | Nu au membri cunoscuți                 | Vinnie (decedat), Mike (anterior)           | Yakuza, Triadele, Diablos, Cartelul Columbian, Mike | Activi                    |
| Yardies                        | Regele Courtney                                                           | Newport                                             | Maro                                | Yardie Lobo, PCJ 600, Perennial                   | Pistol, Bâtă de baseball, Micro SMG                                                                                        | Trafic de droguri | Nu au | Regele Courtney                        | Mike (anterior), Jonnie (decedat)           | Yakuza, Cartelul Columbian, Mike                    | Activi                    |
| Cartelul Columbian             | Cisco (decedat) Un lider anonim (după moartea lui Cisco; poate fi omorât) | mare parte din Shoreside Vale, inclusiv Cedar Grove | Albastru și roșu                    | Esperanto Monster Truck (doar Liderul Cartelului) | Pistol, Micro Uzi, Micro SMG, M4, MP5, AK-47, M16, Pump Action Shotgun, Aruncător de flăcări, Molotov, Lansator de rachete | Trafic de droguri, jafuri, contabandă | Nu au | Nu au membri cunoscuți                 | Mike (anterior), Diablos                    | Yakuza, Yardies, Mafia, Mike                        | Activi                    |
| Yakuza                         | Asuka Kasen                                                               | Torrington, Hepburn Heights                         | Variată (de regulă roșu)            | Yakuza Stinger                                    | Micro UZI, Pistol, AK-47, M16, M4, Pump Shotgun                                                                            | Jocuri de noroc, falsificare, trafic de persoane | Nu au | Yuka Kasen                             | Mike (anterior), Triadele (posibil)         | Cartelul Columbian, Mafia, Yardies                  | Activi                    |
| Diablos                        | El Burro (nu apare în joc)                                                | Harwood                                             | Albastru, roșu și galben            | Diablo Stallion                                   | Bâtă de baseball, Pistol, Micro SMG                                                                                        | Furturi, pornografie, prostituție | XXX Mags | Scorelli (nu apare în joc)             | Hoods, Cartelul Columbian, Vinnie (decedat) | Mafia, 8-Ball, Mike                                 | Activi                    |
| Hoods                          | D-Ice (nu apare în joc)                                                   | Trenton, Parcul Belleville, Wichita Gardens         | Roșu (Red Jacks) Mov (Purple Nines) | Hoods Rumpo XL Infernus (doar D-Ice)              | Pistol, Uzi, Bâtă de baseball                                                                                              | Falsificare | Vânzări pe stradă                                                                                                | Nu au membri cunoscuți                 | Diablos, Vinnie (decedat)                   | Familia Forelli, Mike, Cartelul Columbain           | Activi                    |
| Liberty City Triads (Triadele) | Necunoscut                                                                | Chinatown, Fort Staunton, Rockford                  | Albastru                            | Mr. Wongs                                         | Bâtă de baseball | Trafic de droguri, protecție | Spălătoria Domnului Wong, Compania de Pescuit Turtle Head, Fabrica de Prelucrare a Peștilor și Fructelor de Mare | Domnul Wong (posibil; nu apare în joc) | Yakuza (posibil)                            | Mafia                                               | Activi                    |

### Grand Theft Auto: Liberty City Stories
| Banda                               | Banda                               | Conducător                                                   | Teritorii | Culoare                  | Vehicule                                                          | Arme | Afaceri | Fronturi | Membri | Aliați / Asociați                                                                           | Inamici | Statut la finalul jocului                   |
| ----------------------------------- | ----------------------------------- | ------------------------------------------------------------ | --- | ------------------------ | ----------------------------------------------------------------- | --- | --- | --- | --- | ------------------------------------------------------------------------------------------- | --- | ------------------------------------------- |
| Mafia                               | Familia Leone                       | Salvatore Leone                                              | mare parte din Portland, în principal St. Mark's | Negru                    | Mafia Sentinel, Stretch, Rumpo, Sentinel                          | Pistol, Pump Action Shotgun, MAC-10, Uzi, M16, AK-47, MP5, Micro SMG, Drujbă                                               | Trafic de droguri și de arme, prostituție, protecție, jafuri auto, ucideri prin contract, jafuri, stoarcere, mituire, cămătărat, spălare de bani, falsificare | Casa lui Salvatore Leone, Sex Club 7 (numit înainte Paulie's Revue Bar; preluat de la Familia Sindacco), Garajul lui Joey, Cazinoul Leone, Marco's Bistro | Toni Cipriani, Ma Cipriani, Vincenzo Cilli (decedat), JD O'Toole (decedat), Maria Latore, Mickey Hamfists, Lou Scannon | Mafia Siciliană, Yardies, Southside Hoods, Leon McAffrey (anterior), Donald Love (anterior) | Familia Sindacco, Familia Forelli, Mafia Siciliană (anterior), Yakuza, Diablos, Triadele, Cartelul Columbian | Activi                                      |
| Mafia                               | Familia Sindacco                    | Paulie Sindacco (decedat)                                    | mare parte din Portland (pierdut în favoarea familiei Leone), Torrington (pierdut în favoarea Yakuzei), Newport (pierdut în favoarea Yardies)                                                                  | Maro                     | Sindacco Argento, Sentinel, Feltzer, Admiral, PCJ 600, Bobcat     | Pistol, Micro Uzi, Combat Shotgun, MP5, Bâtă de baseball, Drujbă, AK-47, MAC-10                                            | Jocuri de noroc, trafic de droguri, prostituție, protecție, contrabandă                                                                                       | Paulie's Revue Bar (preluat de Familia Leone), The Dolls' House (distrus), Big Shot Casino (preluat de Yakuza)                                            | JD O'Toole (anterior; decedat), Lance Urwell                                                                           | Nu au                                                                                       | Familia Leone, Familia Forelli                                                                               | Eliminați                                   |
| Mafia                               | Familia Forelli                     | Franco Forelli (este doar menționat în joc; posibil decedat) | mare parte din Staunton Island, printre care Newport (pierdut în favoarea lui Yadies), Bellevile Park, Liberty Campus, Rockford, Fort Stauton (distrus), Wichita Gardens (pierdut în favoarea Southside Hoods) | Maro                     | Forelli ExSess, Stretch, Sentinel, Manana, Idaho, Bobcat, PCJ 600 | Pistol, M16, Tec-9, AK-47, MP5, Micro SMG, Pump Action Shotgun                                                             | Înșelătorie, jocuri de noroc, prostituție, falsificare, ucideri prin contract                                                                                 | Bottiglia Liquor Wholesale (distrus), Fabrica de hârtie Ballot (distrusă)                                                                                 | Lou Bricant | Nu au                                                                                       | Familia Leone, Familia Sindacco, Mafia Siciliană, Yardies                                                    | Activi, dar extrem de slăbiți               |
| Mafia Siciliană                     | Mafia Siciliană                     | Unchiul Leone                                                | Nu au (nu apar în afara poveștii) | Alb                      | Stinger, Speeder, Maverick                                        | MP5, M4, Lansator de rachete, Pistol, MAC-10, Micro SMG                                                                    | Fraudă, înșelătorie, asasinări | Nu au | Massimo Torini (decedat), Rico Garlik                                                                                  | Diablos, Triadele, Familia Leone                                                            | Familia Leone (anterior), Familia Sindacco, Familia Forelli                                                  | Eliminați din Liberty City, dar încă activi |
| Yakuza                              | Yakuza                              | Kazuki Kasen (decedat)                                       | mare parte din Staunton Island, printre care și Torrington (preluat de la Familia Sindacco), parte din Shoreside Vale, în special Pike Creek                                                                   | Variată (de regulă roșu) | Yakuza Stinger                                                    | Micro UZI, Pistol, AK-47, M16, M4, Pump Shotgun                                                                            | Jocuri de noroc, falsificare | Big Shot Casino (preluat de la Familia Sindacco) | Toshiko Kasen (decedată), Yamazaki                                                                                     | Triadele (posibil)                                                                          | Familia Leone, Familia Forelli                                                                               | Activi                                      |
| Cartelul Columbian                  | Cartelul Columbian                  | Miguel                                                       | parte din Shoreside Vale, în special Aeroportul Internațional Francis | Albastru și roșu         | Cartel Cruiser, Patriot, Rumpo, Sentinel                          | Pistol, Micro Uzi, Micro SMG, M4, MP5, AK-47, M16, Pump Action Shotgun, Aruncător de flăcări, Molotov, Lansator de rachete | Trafic de droguri, jafuri, contabandă | Nu au | Juan Kerr | Donald Love (anterior), Avery Carrington (decedat)                                          | Familia Leone, Donald Love                                                                                   | Activi                                      |
| Diablos                             | Diablos                             | El Burro (nu apare în joc)                                   | Hepburn Heights (preluat de la Familia Leone) | Albastru, roșu și galben | Diablos Stallion                                                  | Bâtă de baseball, Topor, Pistol, Micro SMG                                                                                 | Furturi | Nu au | Cruz Vormen | Mafia Siciliană                                                                             | Familia Leone                                                                                                | Activi                                      |
| Southside Hoods                     | Southside Hoods                     | D-Ice (nu apare în joc)                                      | Wichita Gardens (preluat de la Familia Forelli) | Roșu și mov              | Hoods Rompo XL                                                    | Pistol, Uzi, Bâtă de baseball                                                                                              | Falsificare | Vânzări pe stradă | Nick Yakar | Familia Leone                                                                               | Familia Forelli                                                                                              | Activi                                      |
| Liberty City Triads (Triadele)      | Liberty City Triads (Triadele)      | Necunoscut                                                   | Chinatown (preluat de la Familia Leone) | Albastru                 | Triad Fish Van, Mr. Wongs, Pony                                   | Pistol, Cuțit pentru carne                                                                                                 | Trafic de droguri, protecție | Spălătoria Domnului Wong, Compania de Pescuit Turtle Head, Fabrica de Prelucrare a Peștilor și Fructelor de Mare                                          | Domnul Wong (posibil; nu apare în joc), frații Wong (pot fi omorâți), Hung Lo                                          | Mafia Siciliană, Yakuza (posibil)                                                           | Familia Leone                                                                                                | Activi                                      |
| Yardies                             | Yardies                             | Regele Courtney (nu apare în joc)                            | Newport (preluat de la Familiile Sindacco și Forelli) | Maro                     | Yardie Lobo, PCJ 600, Perennial                                   | Pistol, Bâtă de baseball, Micro SMG                                                                                        | Trafic de droguri | Nu au | Rudyard (posibil decedat), Busta Moves                                                                                 | Familia Leone, Leon McAffrey                                                                | Familia Sindacco, Familia Forelli                                                                            | Activi                                      |
| Liberty City Bikers (Motocicliștii) | Liberty City Bikers (Motocicliștii) | Cedric "Wayne" Fotheringay (decedat)                         | prin Portland | Nu au                    | PCJ 600, Angel, Freeway                                           | Tec-9, Topor, Katana, Cuțit pentru carne, Bâtă de baseball, Stubby Shotgun, Brass Knuckles, Daltă                          | Curse de motociclete, trafic de droguri | Nu au | Ed Banger, Phil DeGirth                                                                                                | Maria Latore (anterior)                                                                     | Avenging Angels, Familia Leone                                                                               | Activi                                      |
| Avenging Angels                     | Avenging Angels                     | Jesus "Max" Sentenz                                          | părți din Chinatown, Belleville Park, și Wichita Gardens | Nu au                    | Avenger                                                           | Pistol, Bâtă de baseball                                                                                                   | Justițiari | Nu au | Nu au membri cunoscuți                                                                                                 | Familia Leone                                                                               | Liberty City Bikers                                                                                          | Activi                                      |

### Grand Theft Auto: Vice City Stories
| Banda                            | Conducător                                      | Teritorii                                                  | Culoare                                        | Vehicule                                                                | Arme                                                                  | Afaceri                                                                              | Fronturi                                                                        | Membri | Aliați / Asociați | Inamici                                                                                     | Statut la finalul jocului |
| -------------------------------- | ----------------------------------------------- | ---------------------------------------------------------- | ---------------------------------------------- | ----------------------------------------------------------------------- | --------------------------------------------------------------------- | ------------------------------------------------------------------------------------ | ------------------------------------------------------------------------------- | --- | --- | ------------------------------------------------------------------------------------------- | ------------------------- |
| Familia Vance                    | Victor "Vic" Vance & Lance Vance                | pe lângă afacerile lui Victor Vance                        | Nu au                                          | Idaho, Admiral, Polaris V8, Stallion, Sabre Turbo, Landstalker, Voodoo) | Bâtă de baseball, Pistol, MAC-10, AK-47                               | Rachete de protecție, prostituție, cămătărat, trafic de droguri, contrabandă, jafuri | Numeroase afaceri prin Vice City                                                | Bishop, Ron A. Muck, Lee Vitout | Phil Cassidy, Louise Cassidy-Williams (decedată), Cubanezii, Reni Wassulmaier (anterior), Banda lui Diaz (anterior), Gonzalez (anterior), Cartelul Mendez (anterior) | Cholos, Motocicliștii, Rechinii, White Stallionz, Cartelul Mendez, Jerry Martinez (decedat) | Activi                    |
| Cartelul Mendez                  | Armando Mendez (decedat) Diego Mendez (decedat) | Prawn Island, Downtown Vice City (anterior)                | Nu au                                          | Sentinel XS                                                             | AK-47, Micro SMG, Pistol, Scorpion                                    | Trafic de droguri                                                                    | Conacul Mendez, Clădirea Mendez                                                 | Fidel Sistaxez (decedat), Juan Ovzem (decedat), Diego (decedat), Hugo Zehrm Des Buratto                                                                            | Reni Wassulmaier (anterior), Familia Vance (anterior), Jerry Martinez (decedat)                                                                                      | Banda lui Diaz, Familia Vance, Motocicliștii, Reni Wassulmaier                              | Eliminați                 |
| Cubanezii / Los Cabrones         | Umberto Robina                                  | Little Havana                                              | Variată                                        | Cuban Hermes, Voodoo, Perennial                                         | Pistol, Tec-9, Mac 10, Uzi                                            | Trafic de droguri                                                                    | Cafeneaua Robina                                                                | Alberto Robina, Hilberto (poate fi omorât), Carlos (poate fi omorât), Fernandez (poate fi omorât), Juan (poate fi omorât), Ronaldo (poate fi omorât), Joaquin Noff | Familia Vance, Phil Cassidy | Cholos, Rechinii                                                                            | Activi                    |
| Trailer Park Mafia               | Marty Jay Williams (decedat)                    | pe lângă proprietățile lui Marty, Little Havana (anterior) | Nu au                                          | Admiral, Bobcat                                                         | Pistol, Bâtă de baseball, Shubby Shotgun                              | Rachete de protecție, stoarcere, cămătărat, prostituție, trafic de droguri           | Parcul de rulote, mai multe afaceri (preluate de Familia Vance)                 | Hank (decedat), Troy (decedat) | Louise Cassidy-Williams (anterior; decedată), Phil Cassidy (anterior), Victor Vance (anterior)                                                                       | Cholos, Victor Vance                                                                        | Eliminați                 |
| Cholos                           | Necunoscut                                      | Little Haiti (anterior)                                    | Galben                                         | Cholo Sabre                                                             | Bâtă de baseball, Pistol, Scorpion, Micro SMG                         | Protecție, prostituție, trafic de arme                                               | Patru afaceri (preluate de Familia Vance), un depozit în Little Haiti (distrus) | Decjuan DeMarco (decedat) | Nu au | Cubanezii, Trailer Park Mafia, Motocicliștii, Phil Cassidy, Rechinii Familia Vance          | Eliminați                 |
| Vice City Bikers (Motocicliștii) | Mitch Baker (nu apare în joc)                   | Downtown Vice City                                         | Negru și gri                                   | Angel, Freeway                                                          | Pistol, Micro SMG, Scorpion                                           | Rachete de protecție, cămătărat, prostituție, contrabandă, trafic de droguri, jafuri | Barul "The Greasy Chopper", mai multe afaceri (preluate de Familia Vance)       | Harris Mint | Nu au | Cholos, Cartelul Mendez, Rechinii                                                           | Activi                    |
| Rechinii / Streetwannabes        | Necunoscut                                      | Prawn Island și Vice Point                                 | Variat (de regulă maro, alb, albastru sau gri) | Gang Rancher                                                            | Pistol, Tec-9, Scorpion, Mac 10, Uzi, MP5, Ruger, AK-47, Pump Shotgun | Trafic de droguri, jafuri, contrabandă, protecție, prostituție, cămătărat            | Mai multe afaceri (preluate de Familia Vance)                                   | Kanye Diggit, Moe Lester | Nu au | Cholos, Cubanezii, Motocicliștii, Banda lui Gonzalez, Familia Vance                         | Activi                    |
| Banda lui Diaz                   | Ricardo Diaz                                    | Conacul lui Diaz de pe Starfish Island                     | Roșu, albastru deschis, kaki și alb            | Admiral, Comet, Sentinel                                                | Pistol, Uzi                                                           | Trafic de droguri, rachete de protecție                                              | Conacul lui Diaz                                                                | Beau Nurr | Reni Wassulmaier, Gonzalez, Familia Vance (anterior) | Cartelul Mendez                                                                             | Activi                    |
| Banda lui Gonzalez               | Gonzalez                                        | Nu au                                                      | Albastru                                       | Sentinel, Sea Sparrow                                                   | M16, Micro SMG                                                        | Trafic de droguri                                                                    | Nu au                                                                           | Gonzalez | Reni Wassulmaier, Banda lui Diaz, Victor Vance (anterior) | Rechinii                                                                                    | Desființați               |
| Jucătorii de Golf                | Inexistent                                      | Clubul de golf "Leaf Links"                                | Roz                                            | Caddy                                                                   | Pistol, Crosă de golf                                                 | Golf                                                                                 | Clubul de golf "Leaf Link"                                                      | Nu au membri cunoscuți | Nu au | Nu au                                                                                       | Activi                    |
| White Stallionz                  | Necunoscut                                      | Little Haiti (doar în cadrul unei misiuni)                 | Alb și negru                                   | Freeway, Wintergreen                                                    | Bâtă de baseball, Cuțit, Pistol                                       | Necunoscute                                                                          | Un bar din Little Haiti                                                         | Gabe Hiker (decedat) | Nu au | Familia Vance                                                                               | Eliminați                 |

## Bandele din Universul HD

### Grand Theft Auto IV,The Lost and DamnedșiThe Ballad of Gay Tony
| Banda                                        | Banda                                        | Banda                                        | Conducător                                                                     | Locații | Culoare                      | Vehicule | Arme | Afaceri | Fronturi | Membri | Aliați / Asociați | Inamici | Statut la finalul jocului |
| -------------------------------------------- | -------------------------------------------- | -------------------------------------------- | ------------------------------------------------------------------------------ | --- | ---------------------------- | --- | --- | --- | --- | --- | --- | --- | ------------------------- |
| Yardies                                      | Yardies                                      | Yardies                                      | Real Badman & Little Jacob                                                     | Schottler și Beechwood City (în Broker) Willis (în Dukes) | Verde                        | Emperor, Vigero, Sabre, Voodoo, Huntley Sport Comet (în timpul războaielor dintre bande) Super Diamond, Buffalo (în timpul războaielor de droguri) | Cuțit, Bâtă de baseball, Pistol, Shotgun, Micro Uzi, AK-47, M249, Sawn-Off Shotgun, Molotov, Grenade | Trafic de droguri și de arme, prostituție, jafuri armate | Cafeneaua "Homebrew" | Freddy Paparo (decedat), Leo Brodell (decedat), Rodrigo (decedat) | Niko Bellic, Lorzii Spanioli, Elizabeta Torres (anterior; arestată), Skinheads | Familia Rascalov, Sindicatul Bulgarin, The Lost MC, Dealerii de droguri dominicani din Northwood, Albanezii, Hustlerii, Triadele     | Activi                    |
| Familia McReary (Mafia Irlandeză)            | Familia McReary (Mafia Irlandeză)            | Familia McReary (Mafia Irlandeză)            | Gerald "Gerry" McReary (arestat)                                               | mare parte din Dukes (în principal Steinway, Parcul Meadows și East Island City) | Verde                        | Oracle, Schafter, Comet, Vincent, Willard, Contender                                                                                               | Bâtă de baseball, Pistol, Shotgun, SMG, AK-47 | Înșelătorie, jafuri armate, răpiri, trafic de droguri, spălare de bani, furturi de mașini                                                                          | Barurile "Steinway Beer Garden" și "Lucky Winkles" | Patrick "Packie" McReary (anterior), Derrick McReary (anterior; decedat), Michael Keane (decedat), Gordon Sargent | Niko Bellic, Kate McReary (poate fi omorâtă), Elizabeta Torres (arestată), Familia Pegorino | Familia Ancelotti, Albanezii | Activi                    |
| Mafia Rusă                                   | Familia Faustin / Rascalov                   | Familia Faustin / Rascalov                   | Mikhail Faustin (decedat) Dimitri Rascalov (după moartea lui Faustin; decedat) | mare parte din Broker (în principal Beachgate, Hove Beach și Firefly Island) | Variată                      | Schafter, Rebla, Super GT, Uranus | Cuțit, Pistol, Micro Uzi, AK-47, Pump Action Shotgun Carbine Rifle, Lansator de rachete, Desert Eagle, Combat Sniper, Combat Shotgun, MP5, Grenade (doar în anumite misiuni)                                                               | Contrabandă cu arme, trafic de droguri, cămătărat, pornografie, răpiri                                                                                             | Casa lui Faustin din Beachgate (anterior), Clubul "Perestroika\|, Comrades Bar, magazinul de pornografie "The Peep Hole", docurile din Charge Island                                   | Vladimir Glebov (decedat), Ivan Bytchkov (poate fi omorât), Andrei (decedat), Andriy Maximov (este doar menționat; arestat), Sergei, Asasinul de la nuntă (omorât în unul dintre cele două finaluri posibile ale jocului) | Familia Petrovic, Sindicatul Bulgarin, Familia Ancelotti, Familia Pegorino, Niko Bellic (anterior) | Familia Petrovic (anterior), Yardies, The Lost MC, Niko Bellic (după moartea lui Faustin)                                            | Eliminați                 |
| Mafia Rusă                                   | Familia Petrovic                             | Familia Petrovic                             | Kenny Petrovic                                                                 | Hove Beach (în Broker) | Variată                      | Uranus, Ingot, Cognoscenti, Banshee, Rebla | Cuțit, Pistol, SMG, Uzi, AK-47 | Variate | Un depozit din Chase Point, Bohan (distrus) | Lenny Petrovic (decedat), Rami Yalon (nu apare în joc) | Familia Rascalov | Familia Faustin (anterior) | Activi                    |
| Mafia Rusă                                   | Sindicatul Bulgarin                          | Sindicatul Bulgarin                          | Ray Bulgarin (decedat)                                                         | Nu au (nu apar în afara poveștii) | Variată                      | Rebla, Schafter, Cavalcade, FXT, PMP 600, Vincent, Landstalker, Ghawar                                                                             | PSG-1, Assault SMG, M249, Micro Uzi, AK-47, MP5 | Trafic de arme, contrabandă cu diamante | Casa lui Bulgarin din Meadow Hills, Dukes | Timur (decedat) | Luis Lopez (anterior), Familia Rascalov, Familia Ancelotti | Niko Bellic, Luis Lopez, Tony Prince, Patrick McReary, Little Jacob, Marki Ashvili (decedat)                                         | Eliminați                 |
| Mafia Italiană                               | Comisia                                      | Familia Ancelotti                            | Giovanni Ancelotti (nu apare în joc)                                           | Alderney City și Acter (în Alderney) Little Italy (în Algonquin) | Negru                        | Sentinel XS, Sports PMP 600, Cognoscenti, Feltzer, Contender, Caddy, NRG 900, Maverick                                                             | Cuțit, Pistol, SMG, Uzi, Combat Shotgun | Cluburi de noapte din Algonquin, piețele de fructe | Instalația de gestionare a deșeurilor din Colony Island, un depozit de combustibil | Rocco Pelosi, Charles "Charlie" Matteo (decedat), Vince Pelosi (decedat), Anthony Spoleto (decedat), Frank Garone (decedat), Antonio Rivette (decedat), Anthony (decedat), Mark (decedat), Benny (decedat), Sal (decedat), Tony (decedat) | Gracie Ancelotti, Tony Prince (anterior), Luis Lopez (anterior), Familia Lupisella, Familia Pavano, Albanezii, Triadele (anterior), Mafia Rusă | Familia McReary, Familia Pegorino, Familia Gambetti, Familia Messina Triadele                                                        | Activi                    |
| Mafia Italiană                               | Comisia                                      | Familia Gambetti                             | Jon Gravelli (decedat)                                                         | Little Italy (în Algonquin) Meadow Hills (în Dukes) Downtown (în Broker) | Variată                      | Sentinel XS, Sports PMP 600, Coquette, Washington, Lokus                                                                                           | Cuțit, Pistol, SMG, Uzi, Combat Shotgun | Rachete pentru Labor Unions, jocuri de noroc, furturi de mașini, stoarcere, jafuri armate, cămătărat, înșelătorie, trafic de droguri                               | Spălătorii | Sammy Bottino (nu apare în joc), Ray Zito (nu apare în joc) | Niko Bellic (anterior), Familia Ancelotti, Familia Pavano, United Liberty Paper | Familia Ancelotti, Familia Pavano, Coreeni, Mafia Rusă                                                                               | Activi                    |
| Mafia Italiană                               | Comisia                                      | Familia Lupisella                            | Vincent Lupisella (nu apare în joc) & Mark Lupisella (nu apare în joc)         | Bohan Little Italy (în Algonquin) | Variată                      | Sentinel XS, Sports PMP 600, Sultan | Cuțit, Pistol, SMG, Uzi, Combat Shotgun | Înșelătorie | Nu au | Moe Schwartz, Dani Lupisella (nu apar în joc), Sonny Honorato (decedat; nu apare în joc) | Familia Ancelotti, Familia Gambetti, Familia Messina, Familia Pavano | Nu au | Activi                    |
| Mafia Italiană                               | Comisia                                      | Familia Messina                              | Harvey Noto (nu apare în joc)                                                  | Cerveza Heights (în Dukes) Little Italy (în Algonquin) | Negru                        | Sentinel XS, Sports PMP 600, Cavalcade, Cavalcade FXT, Maverick, Burrito                                                                           | Cuțit, Pistol, SMG, Uzi, Combat Shotgun | Labor Unions, construcție, înșelătorie, prostituție | Hotelurile "Majestic" și "Opinium" | Harry Hall, Mark și Fredo Volpe (nu apar în joc) | Familia Gambetti, Familia Lupisella, Familia Pavano, Triadele, Mafia Evreiască, Mel Toblowsky (decedat; nu apare în joc) | Familia Ancelotti, Hustlerii din Holland-ul de Nord                                                                                  | Activi                    |
| Mafia Italiană                               | Comisia                                      | Familia Pavano                               | Mary Valvona (nu apare în joc)                                                 | Alderney City (în Alderney) Little Italy (în Algonquin) | Variată                      | Sentinel XS, Sports PMP 600, Sultan, Turismo, Coquette                                                                                             | Cuțit, Pistol, SMG, Uzi, Combat Shotgun | Vânzări auto, bookmaking, jocuri de noroc, înșelătorie, trafic de droguri                                                                                          | Auto Eroticar | Arthur Zapulla, Mario Venturella, Vito Menotti (nu apar în joc), Joe Corrola (decedat; nu apare în joc) | Familia Ancelotti, Familia Lupisella, Familia Messina, Hustlerii din Holland-ul de Nord (posibil) | Familia Pegorino, Familia Gambetti, Dealerii de droguri dominicani                                                                   | Activi                    |
| Mafia Italiană                               | Familia Pegorino                             | Familia Pegorino                             | Jimmy Pegorino (decedat)                                                       | mare parte din Alderney | Variată                      | Schafter, Intruder, Cognoscenti, PMP 600, Sentinel XS, Oracle, Huntley Sport, Sultan RS, Sultan                                                    | Pistol, Shotgun, SMG, Uzi, M4A1, AK-47 | Furturi de mașini, împrejmuire, jafuri armate, jocuri de noroc ilegale, spargeri, stoarcere, înșelătorie, trafic de droguri, administrarea deșeurilor, construcții | Casa lui Jimmy Pegorino, Clubul de striptis "Honkers", restaurantul "Drusilla'"s | Ray Boccino (decedat), Phil Bell (anterior), Anthony Corado (decedat), Luca Silvestri (decedat), Joseph DiLeo (decedat), Johnny Barbosa (decedat), Peter Marchetti (decedat), Marco Bonnaro (decedat), Frankie Gallo (poate fi omorât) | Familia Gambetti, Familia McReary, Niko Bellic (anterior), The Lost MC (anterior), Familia Rascalov | Familia Ancelotti, Familia Pavano, The Lost MC, Niko Bellic                                                                          | Eliminați                 |
| The Lost MC                                  | The Lost MC                                  | The Lost MC                                  | Billy Grey (decedat) Johnny Klebbitz (după arestarea lui Billy)                | prin Alderney (în principal Acter, Normandy, Tudor și Berchem) părți din Broker | Negru                        | Hexer, Lycan, Revenant, Diabolus, Innovation, Daemon, Hellfury, Zombie, Slamvan, Duneloader, Gang Burrito, Maverick, Lectro, Sovereign             | Bâtă, Tac de biliard, Cuțit, Pistol, Combat Pistol, Pistol 9mm, Pump Action Shotgun, Sawn-off Shotgun, Combat Shotgun, Assault Shotgun, Micro SMG, SMG, Assault Rifle, Carbine Rifle, MG, Lansator de grenade, Pipe Bomb, Grenade, Molotov | Trafic de droguri, furturi de mașini, curse ilegale, jafuri armate, trafic de arme, prostituție, lupte subterane                                                   | Clubul The Lost MC din Acter (distrus), Globe Oil, magazine de arme subterane, un magazin auto din Bohan, Muzeul de Patinaj pe Gheață din Parcul Meadows, Clubul de striptis "Honkers" | Jim Fitzgerald (decedat), Brian Jeremy (anterior; decedat), Angus Martin, Terry Thorpe, Clay Simons, Jason Michaels (decedat), Lil' Joe (decedat), Earl (decedat), Horse (nu apare în joc; decedat), Murphey (nu apare în joc în joc; decedat), Henry (nu apare în joc în joc; arestat), Jose (nu apare în joc în joc; arestat), Moose (nu apare în joc în joc; arestat), Wyatt (nu apare în joc în joc; arestat), Dirty Sue (nu apare în joc; decedat) | Ashely Butler, Uptown RIders, Elizabeta Torres (anterior; arestată), Niko Bellic (anterior), Dealerii de droguri dominicani din Northwood, Thomas Stubbs III (anterior), Dave Grossman | Îngerii Morții, Triadele, Mafia Italiană, Mafia Rusă, Yardies, Albanezii                                                             | Desființați               |
| Dealerii de droguri dominicani din Northwood | Dealerii de droguri dominicani din Northwood | Dealerii de droguri dominicani din Northwood | Willy Valerio (nu apre în joc în joc)                                          | Northwood, Holland-ul de Nord și de Est, Presidents City (în Algonquin) Bohan-ul de Sud, Fortside (în Bohan) Cerveza Heights, Willis (în Dukes) Schottler, Beechwood City (Broker) Acter (în Alderney) | Negru, roșu și galben        | Aproape orice mașină, în funcție de zonă | Cuțit, Pistol 9mm, Uzi, Combat Shotgun, Carbine Rifle, SMG, Advanced SMG, SMG Aurit, Assault Rifle, Automatic Shotgun | Trafic de droguri | un garaj în Northwood | Armando Torres, Henrique Bardas, Luis Lopez (anterior), Teddy Bernavidez (decedat), Alonzo (poate fi omorât), Alonso și Oscar Gomez | Lorzii Spanioli, Ray Boccino (anterior; decedat), Luis Lopez, The Lost MC | Familia Pegorino, Hustlerii din Holland-ul de Nord, Hustlerii din Holland-ul de Est (probabil eliminată), Triadele, Coreeni, Yardies | Activi                    |
| Albanezii                                    | Albanezii                                    | Albanezii                                    | Necunoscut                                                                     | Little Bay (în Bohan) Hove Beach (în Broker) | Roșu și negru                | Hakumai, Futo, Willard, Schafter Packer, Mule (doar în timpul războaielor dintre bande)                                                            | Cuțit, Pistol, Micro-Uzi MP5, AK-47 (doar în timpul războaielor dintre bande) | Cămătărat, stoarcere, jafuri armate, fraudarea cardurilor de credit                                                                                                | Discount Hardware | Dardan Petrela (decedat), Bledar Morina (decedat), Kalem (decedat), Preston Pecinovky (decedat) | Familia Ancelotti | Familia Petrovic, Familia McReary, Familia Pegorino, The Lost MC, Yardies, Niko Bellic                                               | Activi                    |
| Hustlerii                                    | Hustlerii din Holland-ul de Nord             | Hustlerii din Holland-ul de Nord             | Dwayne Forge (poate fi omorât) & Playboy X (poate fi omorâ)                    | Holland-ul de Nord (în Algonquin) | Negru, albastru, roșu și alb | Patriot, Landstalker, Presidente, PMP 600 | Cuțit, Bâtă de baseball, Pistol, Uzi | Trafic de droguri | Niște complexe din Holland-ul de Nord și de Est, Clubul de striptis "The Triangle" (preluat de la Lorzii Spanioli)                                                                     | Jayvon Simson (anterior; decedat), Marlon Bridges (decedat), Jordan, Jermaine Andrews, Jimmy (poate fi omorât), Maxwell Caughlin (decedat), Danny Hatmaker (decedat), Tyler Pickrel (decedat) | Hustlerii din Holland-ul de Est, Elizabeta Torres (anterior; arestată), Lorzii Spanioli (anterior), Yusuf Amir (anterior), Familia Pavano (posibil), Cherise Glover (poate fi omorâtă), Niko Bellic (anterior; permanent dacă Playboy X este omorât), Ivan Bythckov (poate fi omorât), frații Trunchez (anterior; decedați), Brian Meech | Familia Messina, dealerii de droguri dominicani din Northwood, Yardies, Manny Escuela (decedat)                                      | Activi                    |
| Hustlerii                                    | Hustlerii din Holland-ul de Est              | Hustlerii din Holland-ul de Est              | Clarence Little (decedat)                                                      | Holland-ul de Est (în Algonquin) | Nu au                        | Dukes, Buccaneer, Marbelle | Pistol, MP5 | Trafic de cocaină și heroină, proxenetism | Un complex din Holland-ul de Est | Nu au membri cunoscuți | Hustlerii din Holland-ul de Nord | Francis McReary (poate fi omorât), Niko Bellic                                                                                       | Eliminați                 |
| Coreenii                                     | Coreenii                                     | Coreenii                                     | Kim Young-Guk (decedat)                                                        | Alderney City (în Alderney) | Albastru                     | Sultan, Presidente, Uranus, Tampa, Sabre, Perennial                                                                                                | Cuțit, Pistol, Micro-SMG, Pump Action Shotgun SMG (doar în timpul unei misiuni) | Falsificări, trafic de droguri | Mr. Fuk's Ricebox | Nu au membri cunoscuți | Triadele, Derrick McReary (anterior; decedat), Niko Bellic (anterior), Lorzii Spanioli (posibil) | Familia Gambetti, dealerii de droguri dominicani din Northwood, Niko Bellic                                                          | Necunoscut                |
| Liberty City Triads (Triadele)               | Liberty City Triads (Triadele)               | Liberty City Triads (Triadele)               | Hsin Jaoming (nu apare în joc)                                                 | Chinatown (în Algonquin) Cerveza Heights (în Dukes) | Mov și roșu                  | Feroci, Intruder, Coquette, Comet, Hellenbach, Admiral, Cognoscenti, Banshee                                                                       | Cuțit, Pistol, Uzi, SMG, Shotgun | Trafic de arme, falsificare, trafic de droguri, stoarcere, construcții                                                                                             | Dragon Heart Plaza, piața de pește, restaurantul "Sum Yung Gai", depozitul de arme din Algonquin                                                                                       | Domnul Wong (nu apare în joc) | Îngerii Morții, Familia Messina, Billy Grey (decedat), Coreeni, Familia Ancelotti (anterior) | Dealerii de droguri dominicani din Northwood, Lorzii Spanioli, Yardies, The Lost MC, Familia Ancelotti                               | Activi                    |
| Lorzii Spanioli                              | Lorzii Spanioli                              | Lorzii Spanioli                              | Necunoscut                                                                     | Bohan-ul de Sud, Fortside (în Bohan) Cerveza Heights (în Dukes) Holland-ul de Est (în Algonquin) Alderney City (în Alderney)                                                                           | Negru și auriu               | Cavalcades, Primos, Dukes, Lycan, Sanchez | Cuțit, Pistol, SMG, Micro Uzi, Assault rifle | Stoarcere, trafic de droguri, trafic de arme, prostituție | Clubul de striptis "The Triangle" (anterior; preluat de Hustlerii din Holland-ul de Nord)                                                                                              | Manny Escuela (anterior; decedat), Frații Trunchez (decedați), Lyle Rivas (decedat), Fernando Tisdel (decedat) | Dealerii de droguri dominicani din Northwood, Îngerii Morții, Coreeni (posibil), Niko Bellic (anterior), Yardies | Triadele | Activi                    |
| Mafia Evreiască                              | Mafia Evreiască                              | Mafia Evreiască                              | Isaac Roth (decedat)                                                           | Meadow Hills (în Dukes) Hotelul "Majestic" (în Alderney) | Negru                        | PMP 600 | Desert Eagle, Pistol, Pump Action Shotgun, Combat Shotgun, SMG, Micro SMG, Carbine Rifle | Contrabandă cu și trafic de diamante | Hotelul "Majestic" | Isaac Roth (decedat), Mori Green (decedat) | Familia Messina, Ray Boccino (anterior; decedat) | Ray Boccino (decedat), Niko Bellic                                                                                                   | Necunoscut                |
| Îngerii Morții                               | Îngerii Morții                               | Îngerii Morții                               | Lester Arnold (nu apare în joc)                                                | BOABO (uneori) și Beechwood City (în Broker) Holland-ul de Nord (în Algonquin) | Roșu                         | Hellfury, Angel, Daemon, Wolfsbane, Wayfarer, Nightblade, Gang Burrito, Regina                                                                     | Cuțit, Pistol, Uzi, Pump Action Shotgun | Stoarcere, trafic de droguri | Clubul Îngerilor Morții (distrus), câteva magazine de reparații auto, câteva șantiere de fier vechi                                                                                    | Albert Lawson, Joseph Johnson (nu apar în joc), Simon Nashly (decedat), Bert Reker (decedat) | Lorzii Spanioli, Triadele, Mafia Petrovic | The Lost MC, Uptown Riders, Mafia Petrovic, Elizabeta Torres (arestată)                                                              | Activi                    |
| Uptown Riders                                | Uptown Riders                                | Uptown Riders                                | Necunoscut / inexistent                                                        | Northwood și Holland-ul de Nord (în Algonquin) Hove Beach (în Broker) | Negru, alb și roșu           | Double-T, Double-T Drag, Baiti 801, Baiti 801RR, Hakuchou, Hakuchou Drag                                                                           | Pistol, Micro SMG, Assault Rifle, Pump Action Shotgun, Pistol Automatic 9mm, Sawn-off Shotgun, Assault Shotgun | Curse stradale, atacuri, vâzări | Clubul Uptown Riders din Northwood | Malc, DeSean | Elizabeta Torres (anterior; arestată), The Lost MC | Îngerii Morții | Activi                    |
| Skinheads                                    | Skinheads                                    | Skinheads                                    | Inexistent                                                                     | Holland-ul de Nord, Vestul Middle Park, Purgatory, Easton și Star Junction (în Algonquin) Beechwood City (în Broker)                                                                                   | Variată                      | Marbelle Sabre (doar Mary Boldenow) | Sawn-off Shotgun Lansator de rachete (doar Mary Boldenow) | Trafic de droguri, furturi de mașini | Apartamentul lui Jimmy Kand, câteva apartamente din Holland-ul de Nord | Jimmy Kand (decedat), Marty Boldenow (decedat) | Yardies, Ashley Butler (anterior) | Johhny Klebbitz, Ashely Butler | Activi                    |
| Banda lui Darren Covey                       | Banda lui Darren Covey                       | Banda lui Darren Covey                       | Darren Covey (decedat)                                                         | Purgatory (în Algonquin), Leftwood și Parcul Industrial Acter (în Alderney) - doar în cardul unor misiuni                                                                                              | Nu au                        | Super GT, Vincent, Landstalker, Feroci | Pistol, AK-47 | Trafic de arme, spargeri | Nu au | Sergi Szerbin (decedat) | Mafia Rusă | LCPD, Niko Bellic | Eliminați                 |

### Grand Theft Auto: Chinatown Wars
| Banda                          | Banda                        | Conducător | Locații                                                                                            | Culoare                 | Vehicule | Arme | Afaceri | Fronturi | Membri                                   | Aliați / Asociați | Inamici                                          | Statut la finalul jocului |
| ------------------------------ | ---------------------------- | --- | -------------------------------------------------------------------------------------------------- | ----------------------- | --- | --- | --- | --- | ---------------------------------------- | --- | ------------------------------------------------ | ------------------------- |
| Liberty City Triads (Triadele) | Familia Lee                  | Domnul Lee (decedat) Wu "Kenny" Lee (după moartea tatălui lui Huang; decedat) Huang Lee (după moartea lui Kenny) | Chinatown (în Algonqui) Cerveza Heights (în Dukes)                                                 | Mov și roșu             | Feroci, Intruder, Coquette, Comet, Hellenbach, Admiral, Cognoscenti, Banshee                                                           | Cuțit, Pistol, Uzi, SMG, Shotgun | Trafic de droguri, protecție                                                                                     | Restaurantul "Sum Yung Gai", depozitul lui Kenny | Ling Shan (decedată), Xin Shan (decedat) | Familia Jaoming, Familia Ming, Ucigașii Irlandezi-Americani (parțial), Domnul Wong (nu apare în joc)                                                                                  | Lorzii Spanioli, Midtown Gangsters, Wonsu Nudong | Activi                    |
| Liberty City Triads (Triadele) | Familia Lee                  | Domnul Lee (decedat) Wu "Kenny" Lee (după moartea tatălui lui Huang; decedat) Huang Lee (după moartea lui Kenny) | Chinatown (în Algonqui) Cerveza Heights (în Dukes)                                                 | Mov și roșu             | Feroci, Intruder, Coquette, Comet, Hellenbach, Admiral, Cognoscenti, Banshee                                                           | Variate (folosite de Huang Lee) | Trafic de droguri, protecție                                                                                     | Restaurantul "Sum Yung Gai", depozitul lui Kenny | Ling Shan (decedată), Xin Shan (decedat) | Familia Jaoming, Familia Ming, Ucigașii Irlandezi-Americani (parțial), Domnul Wong (nu apare în joc)                                                                                  | Lorzii Spanioli, Midtown Gangsters, Wonsu Nudong | Activi                    |
| Liberty City Triads (Triadele) | Familia Jaoming              | Hsin Jaoming (arestat)                                                                                           | Chinatown (în Algonqui) Cerveza Heights (în Dukes)                                                 | Mov și roșu             | Feroci, Intruder, Coquette, Comet, Hellenbach, Admiral, Cognoscenti, Banshee                                                           | Cuțit, Pistol, Uzi, SMG, Shotgun | Trafic de droguri și arme, stoarcere                                                                             | Dragon Heart Plaza, depozitul de arme din Algonquin, Restaurantul "Sum Yung Gai" | Chan Jaoming (decedat), Xai, Chen        | Familia Lee, Familia Ming, Îngerii Morții, Midtown Gangsters, Familia Messina (anterior), Lester Leroc (anterior), Melanie Mallar (anterior; decedată), Domnul Wong (nu apare în joc) | Ucigașii Irlandezi-Americani                     | Necunoscut                |
| Liberty City Triads (Triadele) | Famila Ming                  | Zhou Ming (decedat)                                                                                              | Chinatown (în Algonqui) Cerveza Heights (în Dukes)                                                 | Mov și roșu             | Feroci, Intruder, Coquette, Comet, Hellenbach, Admiral, Cognoscenti, Banshee                                                           | Cuțit, Pistol, Uzi, SMG, Shotgun | Construcții, trafic de droguri, contrabandă                                                                      | Barul "Ming Inn", clubul lui Zhou Ming | Noh, Uri (decedat)                       | Familia Lee, Familia Jaoming, Îngerii Morții, Domnul Wong (nu apare în joc) | The Lost MC, Yardies                             | Eliminați                 |
| Midtown Gangsters (Coreeni)    | Midtown Gangsters (Coreeni)  | Necunoscut | prin Bohan (în principal Liitle Bay, Industrial și Northern Gardens)                               | Albastru                | Chavos, Burritio | Pistol, Pistoale Duble, Micro SMG, AK-47 | Trafic de droguri și de arme, asasinări                                                                          | O ascunzătoare (distrusă) | Chung-Hee, Hyun-Su, Jung-Su, Kwan        | Triadele (anterior), Îngerii Morții (anterior), Wonsu Nudong | Triadele                                         | Necunoscut                |
| Wonsu Nudong                   | Wonsu Nudong                 | Wu "Kenny" Lee (decedat)                                                                                         | Nu au (nu apar în afara poveștii)                                                                  | Gri                     | Chavos, Dukes | Micro SMG, AK-47, Pistol, Pistoale duble MInigun (doar un membru) | Asasinări, protecție, ucideri prin contract                                                                      | Nu au | Nu au membri cunoscuți                   | Midtown Gangsters | Triadele                                         | Eliminați                 |
| Familia Messina                | Familia Messina              | Harvey Noto (nu apare în joc)                                                                                    | Cerveza Height (în Dukes) Little Italy (în Algonquin)                                              | Negru                   | Sentinel XS, Sports PMP 600, Cavalcade, Cavalcade FXT, Maverick, Burrito Cognoscenti (doar Jimmy Capra)                                | Cuțit, Pistol, SMG, Uzi, Combat Shotgun | Labor Unions, construcție, înșelătorie, prostituție                                                              | Hotelurile "Majestic" și "Opinium" | Jimmy Capra, Ricci, Vicini               | Triadele (anterior), Comisia | Hustlerii, Rudy D'Avanzo (decedat)               | Activi                    |
| Îngerii Morții                 | Îngerii Morții               | Lester Arnold (nu apare în joc)                                                                                  | Beechwood City (în Broker) Holland-ul de Nord (în Algonquin)                                       | Roșu                    | Hellfury, Angel, Daemon, Wolfsbane, Wayfarer, Nightblade, Gang Burrito, Regina, Angel Burrito                                          | Cuțit, Pistol, Uzi, Pump Action Shotgun | Stoarcere, trafic de droguri                                                                                     | Câteva magazine de reparații auto, câteva șantiere de fier vechi | Meredith, Lester Leroc (sub acoperire)   | Triadele, Lorzii Spanioli, Midtown Gangsters (anterior) | The Lost MC                                      | Activi                    |
| The Lost MC                    | The Lost MC                  | Necunoscut (posibil Johnny Klebitz)                                                                              | Nu au (nu apar în afara poveștii)                                                                  | Negru                   | Hexer, Lycan, Revenant, Diabolus, Innovation, Daemon, Hellfury, Zombie, Slamvan, Duneloader, Gang Burrito, Maverick, Lectro, Sovereign | Bâtă, Cuțit, Pistol, Combat Pistol, Pistol 9mm, Pump Action Shotgun, Sawn-off Shotgun, Combat Shotgun, Assault Shotgun, Micro SMG, SMG, Assault Rifle, Carbine Rifle, MG, Lansator de grenade, Pipe Bomb, Grenade, Molotov | Trafic de droguri, furturi de mașini, curse ilegale, jafuri armate, trafic de arme, prostituție, lupte subterane | Globe Oil, magazine de arme subterane, un magazin auto din Bohan, Muzeul de Patinaj pe Gheață din Parcul Meadows (distrus), Clubul de striptis "Honkers"                             | Nu au membri cunoscuți în joc            | Nu au | Îngerii Morții, Triadele                         | Activi                    |
| Mafia Rusă                     | Mafia Rusă                   | Necunoscut (posibil Kenny Petrovic)                                                                              | Nu au                                                                                              | Maro și galben          | Cavalcade FXT, Burrito | Pistol, SMG, Uzi, AK-47 | Trafic de droguri                                                                                                | Hove Beach | Cazza, Borris                            | Nu au | Triadele                                         | Activi                    |
| Hustlerii                      | Hustlerii                    | Necunoscut (posibil Dwayne Forge sau Playboy X)                                                                  | Firefly Projects (în Broker) Holland-ul de Nord și de Est (în Algonquin)                           | Negru, roșu și albastru | Burrito, Voodoo | Cuțit, Bâtă de baseball, Pistol, Combat Pistol, Pump Shotgun, Micro SMG, SMG, Assault Rifle, Sniper Rifle, Grenade | Trafic de droguri, furturi de mașini, vândutul de părți de mașini, proxenetism, trafic de oameni                 | Un magazin de reparări auto de pe Strada Gibson în Hove Beach, un garaj pe Strada Windmill din Bohan-ul de Sud, niște apartamente din Bohan-ul de Sud, un depozit în Bohan-ul de Sud | Nu au membrii cunoscuți în joc           | Nu au | Yardies, Familia Messina                         | Activi                    |
| Lorzii Spanioli                | Lorzii Spanioli              | Necunoscut | Cerveza Heights (în Dukes) Bohan-ul de Sud și Fortside (în Bohan) Holland-ul de Est (în Algonquin) | Roșu și auriu           | Burrito | Cuțit, Pistol, SMG, Micro Uzi, Assault Rifle | Trafic de droguri, stoarcere, trafic de arme, prostituție                                                        | Nu au | Nu au membrii cunoscuți                  | Îngerii Morții, Yardies | Triadele (în principal Familia Lee)              | Activi                    |
| Yardies                        | Yardies                      | Little Jacob & Real Badman (nu apar în joc)                                                                      | Schottler și Beechwood (în Broker) Willis (în Dukes)                                               | Verde                   | Manana, Burrito | Cuțit, Bâtă de baseball, Pistol, Shotgun, Micro Uzi, AK-47, M249, Sawn-Off Shotgun, Molotov, Grenade | Trafic de droguri și de arme, prostituție, jafuri armate                                                         | Cafeneaua "Homebrew" | Winston, Bone, Jamai                     | Lorzii Spanioli, Ucigașii Irlandez-Americani | The Lost MC, Triadele, Hustlerii                 | Activi                    |
| Ucigașii Irlandezi-Americani   | Ucigașii Irlandezi-Americani | Necunoscut | prin Dukes                                                                                         | Roșu și verde           | Bobcat, Burrito | Micro SMG | Trafic de droguri                                                                                                | Nu au | Liam                                     | Yardies, Triadele (Familia Lee) | Triadele (Familia Jaoming), Midtown Gangsters    | Activi                    |

### Grand Theft Auto V
| Banda                        | Conducător                       | Locații | Culoare          | Vehicule | Arme | Afaceri | Fronturi | Membri | Aliați / Asociați | Inamici | Statut la finalul jocului |
| ---------------------------- | -------------------------------- | --- | ---------------- | --- | --- | --- | --- | --- | --- | --- | ------------------------- |
| The Families                 | Necunoscut                       | Strawberry, Chamberlian Hills, Forum Drive, Carson Avenue, Davis (parțial)                                                                   | Verde            | Emperor, Manana, Tornado, Bucaneer, Peyote, Cavalcade, Baller, BMX, Nemesis | Cuțit, Pistol, Micro SMG, SMG, Machine Gun, Pump Shotgun, Assault Rifle, Mingiun, Sniper Rifle | Trafic de droguri, arme și vehicule | Crystal Heights, All Swell, Leroy's Electricals, Forum Drive, Clubul de striptis "Vanila Unicorn", Centrul Recreațional BJ Smith                                                                             | Franklin Clinton, Lamar Davis, Harold "Stretch" Joseph (anterior; decedat), Tavell Clinton (anterior; nu apare în joc), Demarcus Bradeley (arestat; nu apare în joc), Leroy, Slim Skills (decedat; nu apare în joc), Tone Sampson, Benton Cox (nu apare în joc), Jamal Reynolds (nu apare în joc), Andre Barnes (nu apare în joc), Darryl Knox (nu apare în joc), Lil Rhino (decedat; nu apare în joc) | Trevor Philips, Michael De Santa, Hao | Ballas, Los Santos Vagos, Varrios Los Aztecas | Activi                    |
| Trevor Philips Enterprises   | Trevor Philips                   | Sandy Shores (în Blaine County) | Nu au            | Bodhi, Bazer, Frogger, Dune Buggy, Cuban 800, Cargobob | Pistol, Pump Shotgun, AK-47, Carbine Rifle | Trafic de droguri, contrabandă cu arme, furturi de vehicule, jafuri, prostituție                                                                           | Rulota lui Trevor, Liquor Ace, Pista de Avion din Sandy Shores, Hangarul McKenzy, clubul de striptis "Vanilla Unicorn\|                                                                                      | Ron Jakowski, Chef, Wade Hebert | Michael De Santa, Franklin Clinton, Lester Crest, Lamar Davis, The Lost MC (anterior), Varios Los Aztecas (anterior), Oscar Guzman (opțional) | The Lost MC, Ballas, Rednecks, Frații O'Neil, Varrios Los Aztecas, Los Santos Triads, Merryweather, Marabunta Grande, Devin Weston (decedat), Steve Haines (decedat) autoritățile (LSPD, NOOSE, armata, FIB, IAA, DOA) | Activi                    |
| Ballas                       | Necunoscut                       | Davis Chamberlian Hills (în anumite misiuni)                                                                                                 | Mov              | BMX, Bucaneer, Emperor, Felon, Manana, Peyote, Jackal, Tornado, Baller, Oracle, Primo, Ruffian, Bati 800, Thrust, Voodoo, Chino, Moonbeam, Faction                             | Cuțit, Pistol, Micro SMG, SMG, Combat MG, Pump Shotgun, Sawn-off Shotgun, Assault Rifle, Lansator de rachete | Trafic și fabricare de droguri, trafic de arme | Fabrica de cherestea din Pădurea Paleto, Grove Street | D (decedat), Darnell Stevens (nu apare în joc), Regis Welsh (nu apare în joc) | Harold "Stretch" Joseph (decedat), Adric Howard (nu apare în joc), verișoara lui Little Laita (poate fi omorâtă), Rednecks                    | The Families, Los Santos Vagos, Trevor Philips Enterprises | Activi                    |
| Los Santos Vagos             | Necunoscut                       | Rancho, centrul Cypress Flats | Galben           | Baller, BMX, Bucaneer, Cavalcade, Emperor, Manana, Peyote, Tornado, Vigero | Cuțit, Pistol, Pump Shotgun, Sawn-Off Shotgun, Assault Shotgun, Micro SMG, Machine Pistol, SMG, Machine Gun, Assault Rifle, Carbine Rifle, Minigun, Sniper Rifle                                                           | Trafic de droguri, arme și vehicule, contrabandă, fabricare de documente                                                                                   | Rancho Projects | Esteban Jimeneze (decedat), Gustavo Mota (anterior), Alonzo (poate fi omorât), Alphonse (decedat; nu apare în joc), Jose (decedat; nu apare în joc), Luis (decedat; nu apare în joc) | Cartelul Madrazo | The Families, Ballas, Varrios Los Aztecas, Trevor Philips Enterprises | Activi                    |
| Varrios Los Aztecas          | Necunoscut                       | Rancho-ul de Nord, prin Blaine County | Turcuaz          | Canis Mesa, Vulcar Ingot, Karin Sultan, Declasse Rancher XL, Albany Emperor, Imponte Phoenix, Cheval Picador, Karin Rebel, Vapid Sadler, Benefactor Dubsta, Buzzard, Cuban 800 | Cuțit, Pistol, Micro SMG, SMG, Pump Shotgun, Sawn-Off Shotgun, Assault Shotgun, Assault Rifle, Carbine Rifle | Trafic și fabricare droguri, trafic de arme, trafic de vehicule, contrabandă                                                                               | Nu au | Ortega (decedat) | Trevor Philips Enterprises (anterior) | Trevor Philips Enterprises, The Lost MC, Marabunta Grande, Los Santos Vagos, Frații O'Neil | Activi                    |
| Marabunta Grande             | Necunoscut                       | El Burro Heights, Vespucci Beach (doar noaptea), Deșertul Grand Senora (cu ocazia afacerilor), canalul din Vinewood-ul de Est (doar noaptea) | Alb și albastru  | Tornado, Peyote, Manana, Rebel, Emperor, Buzzard, Cuban 800 | Cuțit, Pistol, Micro SMG, Machine Gun, Pump Shotgun, Assault Rifle, Minigun, Sniper Rifle | Trafic și fabricare de droguri, trafic de arme, contrabandă                                                                                                | Nu au | Frederico Nathan (nu apare în joc) | The Lost MC | Varrios Los Aztecas, Los Santos Vagos, Ballas, Rednecks, Trevor Philips Enterprises, Frații O'Neil | Activi                    |
| Cartelul Madrazo             | Martin Madrazo                   | La Fuente Blanca | Variată          | Baller, Cavalcade Huntley S, Maverick, Buzzard, Frogger | Bâtă de baseball, Pistol, Micro SMG, SMG, Combat MG, Pump Shotgun, Assault Rifle, Advanced Rifle | Trafic de droguri, prostituție, trafic de arme, contrabandă                                                                                                | Nu au | Javier Madrazo (decedat) | Oscar Guzman, Kkangpae, Los Santos Triads, Los Santos Vagos, Michael De Santa (anterior), Trevor Philips (anterior)                           | Ballas, The Lost MC, Michael De Santa (anterior), Trevor Philips (anterior) | Activi                    |
| Los Santos Triads (Triadele) | Wei Cheng (decedat)              | Little Seoul | Roșu             | Fugitive, Dubsta, Burrito, Bison, Oracle, Cavalcade, Washington | Pistol, Micro SMG, SMG, MG, Combat MG, Pump Shotgun, Shaw-Off Shotgun, Assault Rifle, Carbine Rifle, Advanced Rifle, Minigun, Sniper Rifle, Lansator de rachete                                                            | Trafic de droguri și de arme, răpiri, înrobire, livrări, măcelărie                                                                                         | Măcelăria "Raven" | Tao Cheng, traducătorul lui Tao | Trevor Philips Enterprises (anterior), Frații O'Neil, Kkangpae, Cartelul Madrazo                                                              | Trevor Philips Enterprises, Michael De Santa, Franklin Clinton | Activi                    |
| Kkangpae (Coreenii)          | Necunoscut                       | Strada Ginger din Little Seoul, Los Santos                                                                                                   | Albastru         | Dubsta, Fugitive, Granger, Comet, Cavalcade, Feltzer | Cuțit, Pistol, Heavy Revolver, Micro SMG, SMG, Combat MG, Pump Shotgun, Assault Shotgun, Sawn-Off Shotgun, Assault Riffle, Carbine Rifle, Special Carbine, Sniper Rifle, Lansator de rachete                               | Stoarcere, fraudare de credite, trafic de vehicule, jafuri, trafic de droguri, spargeri, contrabandă, răpiri, prostituție, falsificări                     | Clubul de noapte "The Hen House" (deținut de Franklin Clinton, Michael De Santa sau Trevor Philips) | Nu au membri cunoscuți | Los Santos Triads, Cartelul Mandrazo | Ballas, Michael De Santa, Trevor Philips, Franklin Clinton | Activi                    |
| The Lost MC                  | Johnny Klebitz (decedat)         | Vinewood-ul de Est (în Los Santos) Stab City, Deșertul Grand Senora, Hookies, Chumash-ul de Nord, Grapeseed                                  | Negru            | Hexer, Lycan, Revenant, Diabolus, Daemon, Hellfury, Zombie, Duneloader, Gang Burrito, Maverick, Lectro, Sovereign Slamvan, Frogger, Benson, Dinghy (doar în GTA Online)        | Bâtă, Cuțit, Pistol, Combat Pistol, Pistol 9mm, Pump Action Shotgun, Sawn-off Shotgun, Combat Shotgun, Assault Shotgun, Micro SMG, SMG, Assault Rifle, Carbine Rifle, MG, Lansator de grenade, Pipe Bomb, Grenade, Molotov | Trafic de droguri, furturi de mașini, curse ilegale, jafuri armate, trafic de arme, prostituție, producție de metamfetamină, ucideri prin contract, jafuri | The Range (distrus), Stab City (distrus), Clubul The Lost din Vinewood-ul de Est, Hookies (deținut de Michael De Santa sau Franklin Clinton), o colibă din Grapeseed, motelurile "The Motor" și "Dream View" | Terry Thorpe (decedat), Clay Simons (decedat), Ashley Butler (decedată), Charlie (nu apare în joc), Frank (decedat; nu apare în joc) | Marabunta Grande, Los Santos Vagos (anterior), Trevor Philips Enterprises, Ballas                                                             | Trevor Philips Enterprises, Varrios Los Aztecas, Cartelul Madrazo, Los Santos Vagos, Frații O'Neil | Activi                    |
| Mafia Armeniană              | Necunoscut                       | La Puerta | Roșu             | Tornado, Peyote, Buccaneer, Schafter V12, Suntrap, Buzzar, Frogger, Futo, Dominator, Rogue                                                                                     | Cuțit, Pistol, Micro SMG, SMG, Maching Gun, Combat MG, Pump Shotgun, Shawn-Off Shotgun, Assault Shotgun, Assault Rifle, Carbine Rifle, Advanced Rifle, Minigun, Sniper Rifle, Lansator de rachete                          | Trafic de arme și vehicule, protecție, contrabandă | Depozitul de fiare vechi "Rogers Salvage and Scrap" | Nu au membri cunoscuți | Simeon Yetarian (posibil) | Nu au | Activi                    |
| Rednecks                     | Necunoscut / inexistent          | prin Blaine County | Variată          | Rumpo, Sandking, Granger, BF Injection, Fugitive, Bison, Journey, Sanchez | Cuțit, Pistol, Micro SMG, SMG, Assault Rifle | Trafic de droguri, contrabandă cu arme, justițiari | Curtea de Fiare Vechi Thompson | Chester (decedat), Jesse | Ballas, Frații O'Neil, Larry Tupper (poate fi omorât)                                                                                         | Trevor Philips Enterprises, Varrios Los Aztecas, Marabunta Grande | Activi                    |
| Frații O'Neil                | Elwood O'Neil (decedat)          | prin Blaine Country, în principal Grapeseed                                                                                                  | Nu au            | Dubsta | Pistol, Micro SMG, Pump Shotgun, Assault Rifle, Lansator de rachete | Trafic și fabricare de droguri, producere de metamfetamină                                                                                                 | Casa O'Neil (distrusă) | Walton, Wynn, Ernie, Earl, Dale, Doyle, Daryl, Dan, Dalton și Don O'Neil (toți decedați) | Rednecks, Los Santos Triads | Trevor Philips Enterprises, Varrios Los Aztecas, Marabunta Grande, The Lost MC | Eliminați                 |
| Cultul Altruiștilor          | Liderul Altruiștilor (decedat)   | Prin pădurile de lângă Muntele Chiliad, în principal în tabăra lor de pe munte                                                               | Nu au            | Nu au | Machetă, Pistol, Carbine Rifle | Răpire, sacrificii umane | Tabăra Altruiștilor de pe Muntele Chiliad | Liderul Altruiștilor (decedat) | Trevor Philips (anterior) | Trevor Philips | Eliminați                 |
| Cultul Altruiștilor          | Liderul Altruiștilor (decedat)   | Prin pădurile de lângă Muntele Chiliad, în principal în tabăra lor de pe munte                                                               | Nu au            | Nu au | Bâtă de baseball, Assault Shotgun, Lansator de rachete (nefolosite, dar găsite prin tabăra lor) | Răpire, sacrificii umane | Tabăra Altruiștilor de pe Muntele Chiliad | Liderul Altruiștilor (decedat) | Trevor Philips (anterior) | Trevor Philips | Eliminați                 |
| Programul Epsilon            | Cris Formage                     | Rockford Hills în Los Santos | Albastru deschis | Tailgater, Landstalker, F620, Bison, Sentinel XS, Maverick, Velum (doar în cadrul unor misiuni secundare)                                                                      | Assault Shotgun, SMG, Heavy Revolver (doar în cadrul unei misiuni secundare) | Cult religios | Centrul Epsilon | Cris Formage, Marnie Allen, Ameer, Baygor, Brandon Roberts, Haylee, Jesse, Jimmy Boston, Joscha, Karl Abolaji, Samantha Muldoon, Tiana, Tom, Michael De Santa (opțional) | Nu au | Copii Muntelui (posibil), Michael de Santa (opțional) | Activi                    |
| Copii Muntelui               | Fratele Adrian (nu apare în joc) | Strawberry (deși nu sunt văzuți niciodată în joc)                                                                                            | Albastru         | Nu au | Nu au | Cult religios | Centrul Copiilor Muntelui | Bill Anthony (nu apare în joc în joc), Jane, Franklin Clinton (opțional) | Nu au | Programul Epsilon (posibil) | Activi                    |

### Grand Theft Auto Online
| Banda                                      | Conducător                                                      | Locații | Culoare          | Vehicule | Arme | Afaceri | Fronturi | Membri | Aliați / Asociați | Inamici | Statut la finalul jocului            |
| ------------------------------------------ | --------------------------------------------------------------- | --- | ---------------- | --- | --- | --- | --- | --- | --- | --- | ------------------------------------ |
| Organizațiile și cluburile de motocicliști | Jucătorul                                                       | Variate | Nu au            | Variate | Variate | Trafic de arme, droguri și vehicule, jafuri, asasinări, cluburi de noapte, săli de jocuri                                                                  | Biroul jucătorului, depozite, garaje, hangare, buncăre, baze guvernamentale, cluburi de noapte, săli de jocuri                    | Alți jucători (opțional) | The Families, Cartelul Madrazo, Trevor Philips Enterprises, Lamar Davis, Gerald, Simeon Yetarian, Lester Crest, Agentul 14, Benny, Malc, Ron Jackowski, IAA (temporar), Avon Hertz (anterior; decedat), Cliffford (anterior; distrus), Bogdan (temporar), Paige Harris, Tony Prince, Agatha Baker, Tao Cheng (anterior), Georgina Cheng, Pavel, Moodymann / KDJ, Sessanta | Profesioniștii, Ballas, Los Santos Vagos, Varrios Los Aztecas, Marabunda Grande, Los Santos Triads, Mafia Armeniană, Kkangpae, The Lost MC, Rednecks, Bogdan (anterior), Avon Hertz (decedat), Clifford (decedat), Familia Duggan, El Rubio, autoritățile, organizațiile și cluburile de motocicliști rivale | Activi                               |
| The Families                               | "Șeful" (nu apare în joc)                                       | Strawberry, Chamberlian Hills, Forum Drive, Carson Avenue, Davis (parțial)                                                                    | Verde            | Emperor, Manana, Tornado, Bucaneer, Peyote, Cavalcade, Baller, BMX, Nemesis | Cuțit, Pistol, Micro SMG, SMG, Machine Gun, Pump Shotgun, Assault Rifle, Mingiun, Sniper Rifle | Trafic de droguri, arme și vehicule | Crystal Heights, All Swell, Leroy's Electricals, Forum Drive, clubul de striptis "Vanila Unicorn\|, Centrul Recreațional BJ Smith | Lamar Davis, Gerald, Vernon (nu apare în joc) | Kkangpae, Benny, jucătorul | Ballas, Los Santos Vagos, Varrios Los Aztecas, The Lost MC, Profesioniștii | Activi                               |
| Trevor Philips Enterprises                 | Trevor Philips                                                  | Sandy Shores | Nu au            | Bodhi, Bazer, Frogger, Dune Buggy, Cuban 800, Cargobob | Pistol, Pump Shotgun, AK-47, Carbine Rifle | Trafic de droguri, contrabandă cu arme, furturi de vehicule, jafuri, prostituție                                                                           | Rulota lui Trevor, Liquor Ace | Ron Jakowski (anterior), Chef | Jucătorul, Mushroom Hank | The Lost MC, Ballas, Rednecks, Varrios Los Aztecas, Merryweather, Marabunta Grande, Profesioniști, Los Santos Vagos | Necunoscut                           |
| Ballas                                     | Necunoscut                                                      | Davis Chamberlian | Mov              | BMX, Bucaneer, Emperor, Felon, Manana, Peyote, Jackal, Tornado, Baller, Oracle, Primo, Ruffian, Bati 800, Thrust, Voodoo, Chino, Moonbeam, Faction                                                                                             | Cuțit, Pistol, Micro SMG, SMG, Combat MG, Pump Shotgun, Sawn-off Shotgun, Assault Rifle, Lansator de rachete | Trafic și fabricare de droguri, trafic de arme | Grove Street | Big T (decedat), Little T (decedat), Small F (decedat), Terrance (decedat)                                                                                      | Profesioniștii, Rednecks | The Families, Los Santos Vagos, Trevor Philips Enterprises, jucătorul | Activi                               |
| Los Santos Vagos                           | Edgar Carlos (decedat)                                          | Rancho, centrul Cypress Flats | Galben           | Baller, BMX, Bucaneer, Cavalcade, Emperor, Manana, Peyote, Tornado, Vigero, Phoenix, Contender, Granger, Voodoo, Huntley S, PCJ 600, Frogger, SuperVolito, Buzzar, Dinghy, Tropic                                                              | Cuțit, Pistol, Pump Shotgun, Sawn-Off Shotgun, Assault Shotgun, Micro SMG, Machine Pistol, SMG, Machine Gun, Assault Rifle, Carbine Rifle, Minigun, Sniper Rifle                                                           | Trafic de droguri, arme și vehicule, contrabandă, fabricare de documente                                                                                   | Rancho Projects, Hangarul McKenzie                                                                                                | Pedro Carlos (decedat), Gustavo Mota (anterior), Gustavo, Alphonse (decedat; nu apare în joc), Jose (decedat; nu apare în joc), Luis (decedat; nu apare în joc) | Profesioniștii, Cartelul Madrazo, The Lost MC | The Families, Ballas, Varrios Los Aztecas, The Lost MC, Trevor Philips Enterprises, jucătorul | Activi                               |
| Varrios Los Aztecas                        | Necunoscut                                                      | Nordul Rancho-ului, prin Blaine County | Turcuaz          | Canis Mesa, Vulcar Ingot, Karin Sultan, Declasse Rancher XL, Albany, Emperor, Imponte Phoenix, Cheval Picador, Karin Rebel, Vapid Sadler, Benefactor Dubsta, Buzzard, Cuban 800 Kuruma, Dominator, Futo, Huntley S, Frogger                    | Cuțit, Pistol, Micro SMG, SMG, Pump Shotgun, Sawn-Off Shotgun, Assault Shotgun, Assault Rifle, Carbine Rifle | Trafic și fabricare droguri, trafic de arme, trafic de vehicule, contrabandă                                                                               | Nu au | Nu au membri cunoscuți | Nu au | Trevor Philips Enterprises, The Lost MC, Marabunta Grande, Los Santos Vagos, jucătorul | Activi                               |
| Marabunta Grande                           | "Șeful" (decedat)                                               | El Burro Heights, Vespucci Beach (doar noaptea), Deșertul Grand Senora (cu ocazia afacerilor), canalul din Vinewood-ul de Este (doar noaptea) | Alb și albastru  | Tornado, Peyote, Manana, Rebel, Emperor, Buzzard, Cuban 800 | Cuțit, Pistol, Micro SMG, Machine Gun, Pump Shotgun, Assault Rifle, Minigun, Sniper Rifle | Trafic și fabricare de droguri, trafic de arme, contrabandă                                                                                                | Nu au | Nu au membri cunoscuți | The Lost MC | Varrios Los Aztecas, Los Santos Vagos, Ballas, Rednecks, Trevor Philips Enterprises, jucătorul, Gerald | Activi                               |
| Cartelul Madrazo                           | Martin Madrazo                                                  | La Fuente Blanca de pe Drumul Senora | Variată          | Baller, Cavalcade Huntley S, Maverick, Buzzard, Frogger, Rogue | Bâtă de baseball, Pistol, Micro SMG, SMG, Combat MG, Pump Shotgun, Assault Rifle, Advanced Rifle | Trafic de droguri, prostituție, trafic de arme, contrabandă                                                                                                | Nu au | Juan, El Estupido | Kkangpae, Los Santos Triads, Los Santos Vagos, jucătorul | Ballas, The Lost MC, Profesioniștii | Activi                               |
| Los Santos Triads (Triadele)               | "Șeful" (decedat)                                               | Little Seoul în Los Santos | Roșu             | Fugitive, Dubsta, Burrito, Bison, Oracle, Cavalcade, Washington, Hakuchou, Frogger, Cargobob, Seashark, Dinghy | Pistol, Micro SMG, SMG, MG, Combat MG, Pump Shotgun, Shaw-Off Shotgun, Assault Rifle, Carbine Rifle, Advanced Rifle, Minigun, Sniper Rifle, Lansator de rachete                                                            | Trafic de droguri și de arme, răpiri, înrobire, livrări, jocuri de noroc                                                                                   | The Diamond Casino & Resort (anterior)                                                                                            | Tao Cheng, traducătorul lui Tao, Georgina Cheng, Huang, | Kkangpae, Cartelul Madrazo, Agatha Baker (anterior), Lester Crest, jucătorul | Jucătorul (uneori), Familia Duggan | Activi                               |
| Kkangpae (Coreenii)                        | Necunoscut                                                      | Strada Ginger din Little Seoul, Los Santos | Albastru         | Dubsta, Fugitive, Granger, Comet, Cavalcade, Feltzer, Baller, Dominator, Insurgent Pick-Up, Half-truck, Kuruma, Futo, Gang Burrito, Pariah, Double T, Techincal Custom, Seashark, Dinghy, Jetmax, Buzzar, Valkyrie MOD.0, SuperVolito, Frogger | Cuțit, Pistol, Heavy Revolver, Micro SMG, SMG, Combat MG, Pump Shotgun, Assault Shotgun, Sawn-Off Shotgun, Assault Riffle, Carbine Rifle, Special Carbine, Sniper Rifle, Lansator de rachete                               | Stoarcere, fraudare de credite, trafic de vehicule, jafuri, trafic de droguri, spargeri, contrabandă, răpiri, prostituție, falsificări                     | Strada Ginger, Clubul de noapte "The Hen House"                                                                                   | Nu au membri cunoscuți | Los Santos Triads, Cartelul Mandrazo, The Families | Ballas, jucătorul | Activi                               |
| The Lost MC                                | Necunoscut                                                      | Vinewood-ul de Est (în Los Santos) Stab City, Deșertul Grand Senora, Hookies, Chumash-ul de Nord, Grapeseed                                   | Negru            | Hexer, Lycan, Revenant, Diabolus, Daemon, Hellfury, Zombie, Duneloader, Gang Burrito, Maverick, Lectro, Sovereign, Slamvan, Frogger, Benson, Dinghy                                                                                            | Bâtă, Cuțit, Pistol, Combat Pistol, Pistol 9mm, Pump Action Shotgun, Sawn-off Shotgun, Combat Shotgun, Assault Shotgun, Micro SMG, SMG, Assault Rifle, Carbine Rifle, MG, Lansator de grenade, Pipe Bomb, Grenade, Molotov | Trafic de droguri, furturi de mașini, curse ilegale, jafuri armate, trafic de arme, prostituție, producție de metamfetamină, ucideri prin contract, jafuri | Clubul The Lost din Vinewood-ul de Est, Hookies, o colibă din Grapeseed, motelurile "The Motor" și "Dream View"                   | Al Carter (nu apare în joc) | Marabunta Grande, Los Santos Vagos (anterior), Profesioniștii, Ballas | Trevor Philips Enterprises, Varrios Los Aztecas, The Families, Cartelul Madrazo, Los Santos Vagos, jucătorul | Activi                               |
| Mafia Armeniană                            | Necunoscut                                                      | La Puerta în Los Santos | Roșu             | Tornado, Peyote, Buccaneer, Schafter V12, Suntrap, Buzzar, Frogger, Futo, Dominator, Rogue | Cuțit, Pistol, Micro SMG, SMG, Maching Gun, Combat MG, Pump Shotgun, Shawn-Off Shotgun, Assault Shotgun, Assault Rifle, Carbine Rifle, Advanced Rifle, Minigun, Sniper Rifle, Lansator de rachete                          | Trafic de arme și vehicule, protecție, contrabandă | Depozitul de fiare vechi Rogers Salvage and Scrap                                                                                 | Nu au membri cunoscuți | Simeon Yetarian (posibil) | Jucătorul | Activi                               |
| Profesioniștii                             | "Șeful" (decedat)                                               | Apartamentele La Puerta | Negru            | Fugitive, Granger, Bati 801, Speedo, Technical Custom, Maverick, Buzzard, Valkyrie MOD.0 | Pistol, Micro SMG, Machine Pistol, SMG, Combat MG, Pump Shotgun, Sawn-Off Shotgun, Assault Rifle, Carbine Rifle, Special Carbine, Advanced Rifle, Bullpup Shotgun, Minigun, Lansator de rachete, Sniper Rifle              | Trafic de droguri, contrabandă cu arme, contrabandă, securitate privată                                                                                    | Nu au | Nu au membri cunoscuți | FIB, Los Santos Vagos, Ballas, The Lost MC, Familia Duggan | The Families, Cartelul Madrazo, jucătorul | Activi                               |
| Rednecks                                   | Necunoscut / inexistent                                         | prin Blaine County | Variată          | Rumpo, Sandking, Granger, BF Injection, Fugitive, Bison, Journey, Sanchez, Technical Custom | Cuțit, Pistol, Micro SMG, SMG, Assault Rifle | Trafic de droguri, contrabandă cu arme, justițiari | Curtea de Fiare Vechi Thompson | Nu au membri cunoscuți | Ballas, Trevor Philips Enterprises | Varrios Los Aztecas, Marabunta Grande, jucătorul | Activi                               |
| Rednecks                                   | Necunoscut / inexistent                                         | prin Blaine County | Variată          | Rumpo, Sandking, Granger, BF Injection, Fugitive, Bison, Journey, Sanchez, Technical Custom | Assault Shotgun, Minigun (doar în modul "Surviva"l) | Trafic de droguri, contrabandă cu arme, justițiari | Curtea de Fiare Vechi Thompson | Nu au membri cunoscuți | Ballas, Trevor Philips Enterprises | Varrios Los Aztecas, Marabunta Grande, jucătorul | Activi                               |
| Cultul Altruiștilor                        | Necunoscut                                                      | Prin pădurile de lângă Muntele Chiliad, în principal în tabăra lor de pe munte                                                                | Nu au            | Nu au | Machetă, Pistol, Carbine Rifle Bâtă de baseball, Assault Shotgun, Lansator de rachete (nefolosite, dar găsite prin tabăra lor)                                                                                             | Răpire, sacrificii umane | Tabăra Altruiștilor de pe Muntele Chiliad                                                                                         | Nu au membri cunoscuți | Nu au | Nu au | Activi                               |
| Programul Epsilon                          | Cris Formage                                                    | Rockford Hills în Los Santos | Albastru deschis | Tailgater, Landstalker, F620, Bison, Sentinel XS, Maverick, Velum | Assault Shotgun, SMG, Heavy Revolver | Cult religios | Centrul Epsilon | Nu au membri cunoscuți | Jucătorul (opțional) | Nu au | Activi                               |
| Mercenarii Cliffford                       | Avon Hertz (decedat) & Cliffford (distrus)                      | Mai multe baze prin San Andreas, inclusiv un siloz pentru rachete ascuns în Muntele Chiliad                                                   | Negru și mov     | Dubsta 6x6, Maverick, Buzzard Attack Chopper, Valkyrie MOD.0, Cargobob, Barrage, RM-10 Bombushka, Armored Boxville, Insurgent Pick-Up, Anti-Aircraft Trailer, Barracks, TM-02 Khanjali, Hunter, Rhino, V-65 Molotok, Akula, Mule Custom        | Pistol, Micro SMG, SMG, MG, Combat MG, Pump Shotgun, Assault Shotgun, Assault Rifle, Carbine Rifle, Sniper, Lansator the rachete, Minigun                                                                                  | Terorism | Nu au | Nu au membri cunoscuți | Jucătorul (anterior), Lester Crest (anterior), Agentul 14 (anterior), IAA (anterior) | Jucătorul, Lester Crest, Agentul 14, IAA, Bogdan | Activi, dar într-un număr foarte mic |
| Familia Duggan                             | Avery Duggan (decedat) Thornton Duggan (după moartea lui Avery) | Nu au (nu apar în afara misiunilor) | Variată          | Caracara 4x4, Kamacho, Menacer, Buzzard, Hunter, Frogger, Caracara, SuperVolito | Pistol, Micro SMG, SMG, Combat PDW, Pump Shotgun, Sawed-Off, Shotgun, Assault, Shotgun, Bullpup, Shotgun, Bullpup Rifle, Carbine Rifle, Special Carbine, Sniper, Carbine Rifle Mk II, Special Carbine Mk II                | Jocuri de noroc, industria petrochimică, exploatații și investiții                                                                                         | Marlowe Vineyards, The Diamond Casino & Resort                                                                                    | Nu au membri cunoscuți | Profesioniștii, Agatha Baker | Los Santos Triads, Agatha Baker (anterior), jucătorul | Activi                               |
| Armata privată a lui El Rubio              | Juan Strickler "El Rubio"                                       | Cayo Perico | Variată          | Winky, Squaddie, Manchez Scout, Vetir, Verus, Longfin, Dinghy, Weaponized Dinghy, Valkyrie MOD.0, Buzzard | Pistol, SNS Pistol, Mini SMG, SMG, Pump Shotgun, Assault Shotgun, Military Rifle, Assault Rifle, Assault Rifle Mk II, Special Carbine, Sniper, Minigun                                                                     | Trafic de droguri | Conacul lui El Rubio | Gustavo (decedat), Enrique, Nicolas, Felipe, Johan, Cesar, Esteban, Fabian, Ricardo, Camilo, Gomez, Matias, Klaus, Garcia                                       | Cartelul Madrazo | Jucătorul, Pavel | Activi                               |